# 2021
Rok 2021 (MMXXI) gregoriánského kalendáře začal v pátek 1. ledna a skončil v pátek 31. prosince. V České republice měl 252 pracovních dnů a 13 státních a ostatních svátků, z toho 9 jich připadlo na mimovíkendové dny; letní čas začal v neděli 28. března ve 2.00 hodin a skončil v neděli 31. října ve 3.00 hodin. Dle židovského kalendáře nastal přelom roků 5781 a 5782, dle islámského kalendáře 1442 a 1443. Jedná se o první rok nové dekády (2021–2030).
Organizace spojených národů vyhlásila rok 2021 za Mezinárodní rok míru a důvěry, Mezinárodní rok kreativní ekonomiky pro udržitelný rozvoj, Mezinárodní rok ovoce a zeleniny a Mezinárodní rok eliminace dětské práce.

## Události

### Česko
- 5. ledna – Český státní rozpočet za rok 2020 skončil schodkem ve výši 367,4 miliard korun.
- 12. ledna – Do Brna dorazila vakcína Moderna proti covidu-19.
- 15. ledna – V České republice byl spuštěn registrační a rezervační web pro očkování pro seniory nad 80 let. Kvůli velkému zájmu ale systém záhy spadl. Ještě ten den ale přibyly termíny na očkování a rezervační web se opět rozjel.
- 19. ledna – Po 22 letech působení v politice se Miroslav Kalousek vzdal svého poslaneckého mandátu.
- 21. ledna – Poslanecká sněmovna schválila prodloužení nouzového stavu do 14. února 2021.
- 3. února – Ústavní soud ČR po tříletém jednání zrušil část volebního zákona, např. přepočet D'Hondtovou metodou či kvórum pro koalice, zachoval krajské rozdělení.
- 6. února – Do Říčan dorazilo 19 200 dávek vakcíny Oxford–AstraZeneca proti covidu-19.
- 11. února
  - Poslanecká sněmovna zamítla vládní návrh na prodloužení nouzového stavu, který skončí v neděli 14. února.
  - Po prozkoumání nálezu z moravské lokality Lány u Břeclavi vědci zjistili, že staří Slované používali jako první písmo germánské runy (starší futhark), nikoliv hlaholici.
  - Vláda České republiky vyhlásila od pátku uzavření okresů Cheb, Trutnov a Sokolov. Na veřejných místech bude povinné nosit respirátor či chirurgické masky.
- 16. února – Česká biatlonistka Markéta Davidová vyhrála zlatou medaili z vytrvalostního závodu na mistrovství světa v biatlonu ve slovinské Pokljuce.
- 19. února – Ministerstvo zdravotnictví oznámilo, že od pondělí 22. února na místech s větší koncentrací lidí je povinné nošení respirátorů, nanoroušek či dvou chirurgických masek najednou.
- 23. února – Městský soud v Praze nařídil prezenční výuku Gymnáziu Na Zatlance na základě žaloby studenta prvního ročníku.
- 2. března – V Pardubickém kraji byl vyhlášen stav hromadného postižení osob.
- 6. března – Česká filmová a televizní akademie na slavnostním ceremoniálu Českého lva 2020 předala ceny. Nejlepším celovečerním filmem se stal Šarlatán.
- 10. března – Městský soud v Praze vyhlásil úpadek letecké společnosti ČSA.
- 14. března – Český biatlonista Ondřej Moravec v Novém Městě na Moravě ukončil kariéru.
- 26. března – Poslanecká sněmovna schválila prodloužení nouzového stavu do 11. dubna.
- 27. března – 11. května – Sčítání lidu, domů a bytů 2021 v Česku.
- 7. dubna – Ministr zdravotnictví Jan Blatný byl odvolán, ve funkci jej nahradil Petr Arenberger.
- 12. dubna
  - V Česku skončil nouzový stav, který platil od 5. října 2020, a byl tak zrušen zákaz pohybu mezi okresy nebo omezení nočního vycházení.
  - Ministr zahraničních věcí ČR Tomáš Petříček byl odvolán ze své funkce. Dočasně ho nahradil vicepremiér Jan Hamáček.
- 13. dubna – Komunistická strana Čech a Moravy vypověděla koaliční smlouvu Babišově vládě.
- 15. dubna – Na svou první státní návštěvu přijel do České republiky slovenský premiér Eduard Heger a setkal se s prezidentem Milošem Zemanem a premiérem Andrejem Babišem.
- 17. dubna – Na mimořádné tiskové konferenci vlády byly premiérem Andrejem Babišem a vicepremiérem Janem Hamáčkem oznámeny informace o údajném podílu agentů ruské tajné služby GRU na výbuchu muničních skladů ve Vrběticích z roku 2014. Zároveň bylo oznámeno vyhoštění 18 ruských diplomatů, jež české tajné služby podezřívaly ze špionáže.
- 21. dubna – Jakub Kulhánek byl jmenován ministrem zahraničních věcí.
- 26. května – Adam Vojtěch byl podruhé jmenován ministrem zdravotnictví po Petru Arenbergerovi.
- 12. června – Barbora Krejčíková zvítězila ve finále ženské dvouhry na French Open.

- 24. června – Hodonínsko a Břeclavsko zasáhla extrémní bouře s tornádem. Nejvíce byly poškozeny vesnice Moravská Nová Ves, Mikulčice, Hrušky a Lužice. Zemřelo 6 lidí a stovky byly zraněny. Vláda svolala krizový štáb.
- 19. července – Česko navštívila předsedkyně Evropské komise Ursula von der Leyenová a prezentovala schválený plán obnovy, z něhož Česko získá z mimořádného fondu Evropské unie 180 miliard korun na oživení ekonomiky po koronavirové krizi.
- 14. srpna – na svátek Nanebevzetí Panny Marie plzeňský biskup, Mons.Tomáš Holub, symbolicky požehnal základní kámen vznikajícího mariánského sloupu v Mariánských Lázních.
- 25. srpna – Prezident Spolkové republiky Německo Frank-Walter Steinmeier a jeho manželka Elke Büdenbenderová navštívili Českou republiku. Prezident se poklonil památce parašutistů, kteří provedli atentát na zastupujícího říšského protektora Reinharda Heydricha.
- 8.–9. října – Proběhly Parlamentní volby v Česku. Volby vyhrála koalice SPOLU, druhé skončilo hnutí ANO.
- 10. října – Prezident Miloš Zeman byl ve velmi vážném stavu převezen z Lán do ÚVN Praha. Jeho onemocnění dle vyjádření některých členů lékařského konzilia souvisí s vážnou a nevyléčitelnou jaterní chorobou. Do domácího ošetření v Lánech byl Miloš Zeman propuštěn 25. listopadu po 45 dnech pobytu v nemocnici. Vzhledem k tomu, že se po příjezdu do Lán potvrdilo PCR testem, že Miloš Zeman je covid pozivní, vrátil se ještě tentýž den zpět do nemocnice.
- 25. listopadu – Vláda v demisi vyhlásila v reakci na další vlnu pandemie covidu-19 nouzový stav na 30 dní.
- 28. listopadu – Prezident republiky Miloš Zeman jmenoval v Lánech Petra Fialu premiérem ČR. Jmenování probíhalo za přísných bezpečnostních opatření, kdy prezident seděl na kolečkovém křesle ve skleněné krychli, protože byl kvůli pozitivnímu testu na covid v nařízené izolaci.
- 17. prosince – Prezident Miloš Zeman jmenoval na zámku v Lánech vládu Petra Fialy.

### Svět
- 1. ledna – Portugalsko na půl roku převzalo předsednictví EU.
- 3. ledna
  - Nejméně 15 lidí zemřelo při teroristickém útoku Islámského státu v syrském guvernorátu Hamá.
  - Nancy Pelosiová obhájila post předsedkyně Sněmovny reprezentantů.
- 4. ledna – Britský soud zamítl žádost USA o vydání spoluzakladatele WikiLeaks Juliana Assange.
- 5. ledna – Po skončení summitu Rady pro spolupráci arabských států v Zálivu obnovily Spojené arabské emiráty, Saúdská Arábie, Bahrajn a Egypt diplomatické styky s Katarem, které byly přerušeny v roce 2017. Dohodu pomohl zprostředkovat Kuvajt.
- 6. ledna
  - Společné zasedání komor kongresu ke sčítání hlasů volitelů prezidenta Spojených států amerických bylo přerušeno kvůli útoku davu příznivců Donalda Trumpa do budovy i jednacích sálů. Zemřelo při tom pět lidí.
  - Evropská komise schválila podmíněnou registraci vakcíny mRNA-1273 společnosti Moderna proti onemocnění covid-19.
- 9. ledna – Krátce po startu z letiště v Jakartě se zřítil Boeing 737 indonéských aerolinií s dvaašedesáti lidmi na palubě.
- 13. ledna
  - V Kalábrii začal proces s mafií 'Ndrangheta s více než 300 obžalovanými lidmi. Jedná se tak o největší proces s mafií od 80. let 20. století.
  - Estonský premiér Jüri Ratas oznámil rezignaci.
- 15. ledna
- 16. ledna
  - Novým předsedou německé Křesťanskodemokratické unie se stal Armin Laschet.
  - Poprvé v historii se podařilo horolezcům během zimy vylézt na druhou nejvyšší horu světa K2. Povedlo se to skupině nepálských horolezců.
  - Americký ministr zdravotnictví Alex Azar oznámil rezignaci kvůli útoku na Kapitol Spojených států.
  - Společnost Škoda Auto oznámila, že nebude sponzorovat letošní hokejové mistrovství světa, pokud se bude konat v Bělorusku.
- 17. ledna – Ruský opoziční předák Alexej Navalnyj přiletěl z Berlína, kde byl léčen ze srpnové otravy novičokem, do Moskvy. Na letišti Vnukovo, kam měl nejdříve přistát, na něj vedle podporovatelů čekala i policie, Navalnyj nakonec přistál na letišti Šeremeťjevo. I tam ho ale při pasové kontrole zadrželi.
- 18. ledna – Mezinárodní federace ledního hokeje odebrala Bělorusku pořadatelství mistrovství světa v ledním hokeji 2021 z důvodu obav o bezpečnost účastníků vzhledem k protestům, které se v zemi konají.

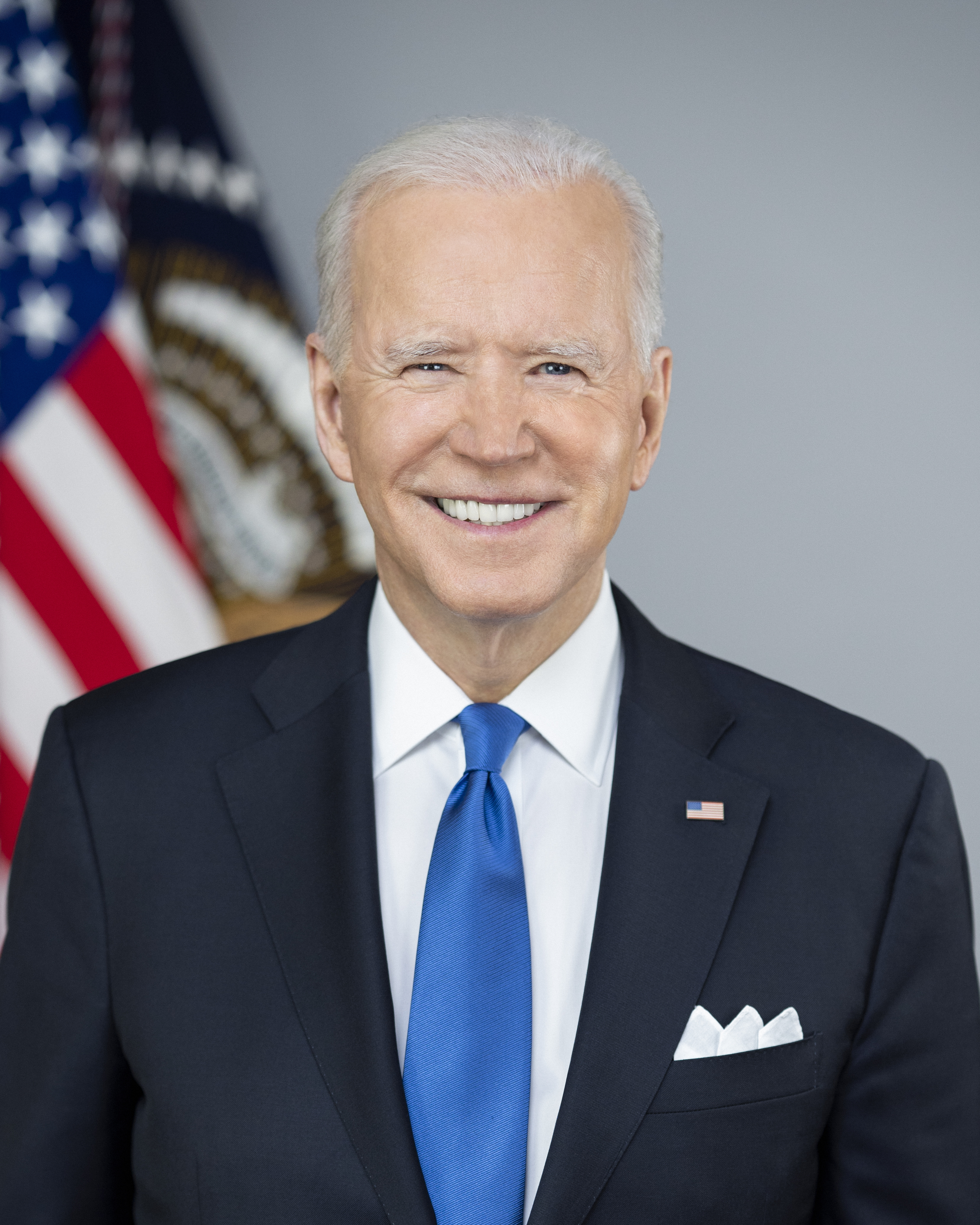
Nový americký prezident Joe Biden

- 20. ledna – Joe Biden složil ve Washingtonu, D.C. prezidentskou přísahu a stal se 46. prezidentem Spojených států.
- 21. ledna
  - Během protestů proti vládě Joea Bidena zaútočili anarchisté na sídlo Demokratické strany v Portlandu ve statě Oregon.
  - Julie Payetteová rezignovala na funkci generální guvernérky Kanady.
  - Maďarsko jako první stát Evropské unie schválilo ruskou vakcínu Sputnik V.
- 22. ledna – Mongolský premiér Uchnaagijn Chürelsüch rezignoval, Velký státní chural rezignaci přijal.
- 23. ledna – Přes 3 000 lidí bylo zatčeno při demonstracích ve více než stovce ruských měst konaly na podporu zatčeného opozičního předáka Alexeje Navalného.
- 26. ledna
  - Indičtí farmáři při protestech proti vládním reformám prorazili policejní zátarasy a obsadili Červenou pevnost v centru hlavního města Dillí.
  - Premiérkou Estonska se stala Kaja Kallasová.
- 28. ledna – Botticelliho Portrét mladého muže s medailonem byl v aukční síni Sotheby's vydražen za 92,2 mil. USD.
- 29. ledna
  - Evropská komise schválila vakcínu Oxford–AstraZeneca proti covidu-19 pro volné použití.
  - Portugalsko, jako sedmá země na světě, legalizovalo eutanazii.
- 1. února – Vojenský převrat v Myanmaru: Armáda zadržela šéfku vlády Aun Schan Su Ťij a některé další politiky a vyhlásila v zemi výjimečný stav na jeden rok.
- 2. února
  - Ruský opoziční politik Alexej Navalnyj byl soudem poslán na 3,5 roku do vězení za údajné porušení podmíněného trestu.
  - Ruská vakcína Sputnik V dosáhla během klinických testů účinnosti 92 %, s očkováním nebyly spojeny žádné závažné nežádoucí účinky.
- 3. února – Jeff Bezos skončil ve funkci výkonného ředitele Amazonu.
- 8. února – Jihoafrická republika upustila od plošného očkování zdravotníků vakcínou Oxford–AstraZeneca proti covidu-19 z důvodů její nízké účinnosti proti místní variantě viru SARS-CoV-2.
- 9. února
  - Americký senát zahájil druhý impeachment bývalého prezidenta Donalda Trumpa, obviněného z „podněcování vzpoury“
  - Sonda Amal vyslaná Spojenými arabskými emiráty vstoupila na oběžnou dráhu Marsu.
- 10. února
  - Čínská sonda Tchien-wen-1 dorazila na oběžnou dráhu Marsu.
  - Prokuratura státu Georgie zahájila vyšetřování bývalého prezidenta Donalda Trumpa kvůli jeho snaze ovlivnit sčítání volebních hlasů v tomto státě.
- 11. února – Indie a Čína se dohodly na stažení jednotek z okolí jezera Pangong Tso ve sporné oblasti Kašmíru. Napětí mezi oběma velmocemi loni přerostlo v otevřené vojenské střetnutí.
- 12. února – Mario Draghi se stal italským premiérem.
- 13. února
  - Americký senát zbavil bývalého prezidenta Donalda Trumpa obvinění z „podněcování vzpoury“.
  - Japonskou prefekturu Fukušima zasáhlo zemětřesení o síle 7,3 stupně Richterovy stupnice.
- 14. února – Nejméně čtyři lidé zemřeli s ebolavirem v západoafrickém státě Guinea. Jedná se o první úmrtí v zemi od epidemie v roce 2016.
- 15. února – Bývalá nigerijská ministryně financí Ngozi Okonjo-Iwealová byla jmenována generální ředitelkou Světové obchodní organizace.
- 17. února
  - Společnost Facebook zahájila cenzuru sdílení veškerého zpravodajského obsahu v Austrálii poté, co tamní parlament schválil zákon zpoplatňující zpravodajský obsah.
  - Slovensko požádalo Evropskou unii o vyslání lékařů a zdravotních sester na pomoc při léčbě pacientů infikovaných koronavirem.

- 18. února
  - NASA potvrdila přistání vozítka Perseverance a helikoptéry Ingenuity v kráteru Jezero na povrchu Marsu.
  - Gruzínský premiér Giorgi Gacharija oznámil rezignaci.
- 19. února – Spojené státy americké se opětovně připojily k Pařížské dohodě.
- 20. února – Prezident Joe Biden oznámil, že plánuje vyhlásit stav katastrofy v Texasu kvůli mrazivému počasí a kolapsu rozvodné sítě v tomto státě.
- 22. února
  - Italský velvyslanec v Kongu Luca Attanasio byl zabit spolu s řidičem a bodyguardem při útoku na konvoj mise MONUSCO v národním parku Virunga.
  - Statisíce demonstrantů se připojily ke generální stávce proti vojenskému převratu v Myanmaru.
- 23. února
  - Izrael daroval Česku 5 000 vakcín Moderna proti covidu-19.
  - Prezidentské volby v Nigeru vyhrál bývalý ministr zahraničí a vnitra Mohamed Bazoum.
  - Byl zatčen gruzínský opoziční politik Nika Melia.
- 1. března – Bývalý francouzský prezident Nicolas Sarkozy byl odsouzen za korupci a obchodování s vlivem.
- 5. března – Papež František zahájil čtyřdenní návštěvu Iráku.
- 7. března – Série explozí výbušnin uskladněných na místní vojenské základně zničila část města Bata v Rovníkové Guineji. Bylo zabito nejméně 98 obyvatel města a dalších 600 bylo zraněno.
- 9. března
  - Americký prezident Joe Biden udělil dočasné povolení k pobytu občanům Venezuely, kteří uprchli před všeobecným rozvratem v jejich zemi.
  - Evropský parlament zbavil poslanecké imunity bývalého předsedu katalánské vlády Carlese Puigdemonta, který je ve Španělsku stíhán za vyhlášení referenda o nezávislosti Katalánska v roce 2017.
- 11. března
  - Evropská komise schválila podmíněnou registraci vakcíny Johnson & Johnson proti covidu-19.
  - Premiér Andrej Babiš otevřel úřadovnu českého velvyslanectví v Jeruzalémě.
- 12. března – Slovenská prezidentka Zuzana Čaputová přijala demisi ministra zdravotnictví Marka Krajčího.
- 16. března – Při střelbě nedaleko americké Atlanty zemřelo nejméně osm lidí.
- 20. března
  - Výbuch sopky Fagradalsfjall na islandském poloostrově Reykjanes způsobil přerušení provozu mezinárodního letiště v Keflavíku.
  - Turecko odstoupilo od Istanbulské úmluvy proti násilí na ženách.
- 23. března
  - Suezský průplav zablokovala v obou směrech kontejnerová loď Ever Given s panamskou registrací.
  - Nejméně 15 lidí zemřelo a stovky dalších byly zraněny při požáru Rohinského uprchlického tábora poblíž města Cox's Bazar v Bangladéši.
- 26. března – Při srážce vlaků v Egyptě zahynulo přes třicet lidí.
- 27. března
  - Při leteckém neštěstí na Aljašce zemřel ve věku 56 let český podnikatel Petr Kellner spolu s dalšími čtyřmi lidmi.
  - Írán a Čína podepsaly pakt o strategické spolupráci.
- 29. března – Po šesti dnech se podařilo vyprostit uvázlou obří kontejnerovou loď Ever Given, která blokovala průjezd Suezským průplavem.
- 30. března – Slovenský premiér Igor Matovič podal demisi, jako náhrada ve funkci byl pověřen dosavadní ministr financí Eduard Heger.
- 2. dubna – Při vykolejení vlaku na Tchaj-wanu zemřelo nejméně 50 lidí.
- 5. dubna – Nejméně 113 mrtvých si vyžádaly přívalové deště a sesuvy vyvolané cyklonem Seroja v indonéské provincii Východní Nusa Tenggara a sousedním státě Východní Timor.
- 11. dubna – Íránské jaderné zařízení u města Natanz ohlásilo potíže s elektrickou distribuční soustavou a Írán obvinil Izrael z kybernetického či jiného útoku, který v zařízení způsobil explozi.
- 13. dubna – Japonský premiér Jošihide Suga oznámil, že voda kontaminovaná během havárie jaderné elektrárny Fukušima bude postupně vypouštěna do moře.
- 17. dubna – Ve Spojeném království na hradě Windsor byl pohřben Princ Philip, vévoda z Edinburghu a manžel britské královny Alžběty II.
- 18.–22. května – Eurovision Song Contest 2021 v nizozemském Rotterdamu.
- 21. května – 6. června – 85. Mistrovství světa v ledním hokeji v Rize.
- 10. června – Prstencové zatmění Slunce pozorovatelné v Severní Americe, Evropě a severní Asii.
- 11. června – 11. července – Mistrovství Evropy ve fotbale 2020, vyhrála Italská fotbalová reprezentace.
- 12. června – V zápase Dánsko - Finsko na Mistrovství Evropy ve fotbale 2020 zkolaboval Dánský fotbalista Christian Eriksen.
- 24. června – Při zhroucení dvanáctipodlažní obytné budovy ve floridském městě Surfside v blízkosti Miami zahynulo 98 lidí.
- 1. července – Slovinsko na půl roku převzalo předsednictví EU
- 7. července – Při atentátu provedeném kolumbijským komandem byl zabit haitský prezident Jovenel Moïse.
- 11. července – Předčasné parlamentní volby v Bulharsku vyhrálo hnutí Je takový národ (ITN).
- 15. července – Bašár al-Asad byl zvolen počtvrté syrským prezidentem, Evropská unie volby považuje za nelegální.
- 16. července – Při rozsáhlých záplavách v Německu, Belgii a Rakousku zahynulo přes 240 lidí, z toho více než 180 v Německu.
- 20. července – Novým prezidentem Peru byl zvolen levicový Pedro Castillo.
- 23. července – Začaly XXXII. letní olympijské hry v Tokiu, přeložené kvůli covidu-19 z roku 2020, bez diváků a s přísnými omezeními.
- 3. srpna – Novým prezidentem Íránu byl zvolen Ebráhím Raísí.
- 9. srpna – Rozsáhlé požáry zachvátily Řecko, Itálii a Turecko.
- 14. srpna – Haiti zasáhlo silné zemětřesení o síle 7,2 stupně Richterovy stupnice.
- 15. srpna – Teroristické hnutí Talibán po ovládnutí dvou třetin Afghánistánu vstoupilo do hlavního města Kábulu, západní státy včetně Česka začaly evakuovat své ambasády.
- 17. srpna – Microsoft ukončil podporu programového balíku Microsoft 365 v prohlížeči Internet Explorer.
- 31. srpna – Po téměř 20 letech definitivně skončila přítomnost USA a spojenců v Afghánistánu, kdy kolem půlnoci místního času opustili afghánské území poslední američtí vojáci a spolu s nimi i americký velvyslanec.
- 5. září – Guinejské speciální síly sesadily a zadržely prezidenta Alpha Contého. Vojenskou juntu vede Mamady Doumbouya.
- 7. září
  - Tálibán představil přechodnou vládu Afghánistánu, v jejím čele stanul Muhammad Hasan Achund.
  - Bitcoin se stal úřední měnou Salvadoru.
- 26. září – V Německu proběhly volby do spolkového sněmu. Vyhrála Sociálnědemokratická strana Německa s 25,7 % hlasů. Vládnoucí Křesťanskodemokratická unie skončila s 24,1 % hlasů, což je nejméně v její historii.
- 1. října – Započala výstava Expo 2020 v Dubaji. Potrvá až do 31. března 2022.
- 9. listopadu – V Jihoafrické republice byla objevena nová mutace koronaviru označená jako Omikron.
- 30. listopadu – Karibský stát Barbados se stal republikou, prezidentkou byla zvolena dosavadní guvernérka Sandra Masonová.
- 6. prosince – Novým rakouským kancléřem se stal Karl Nehammer.
- 25. prosince – Z Kourou vypuštěna raketa Ariane 5 s Webbovým teleskopem.

## Narození
- 26. března – Julian Švédský, princ a třetí syn prince Karla Filipa, vévody z Värmlandu
- 4. června – Princezna Lilibet ze Sussexu, dcera prince Harryho, vévody ze Sussexu

## Úmrtí

### Česko

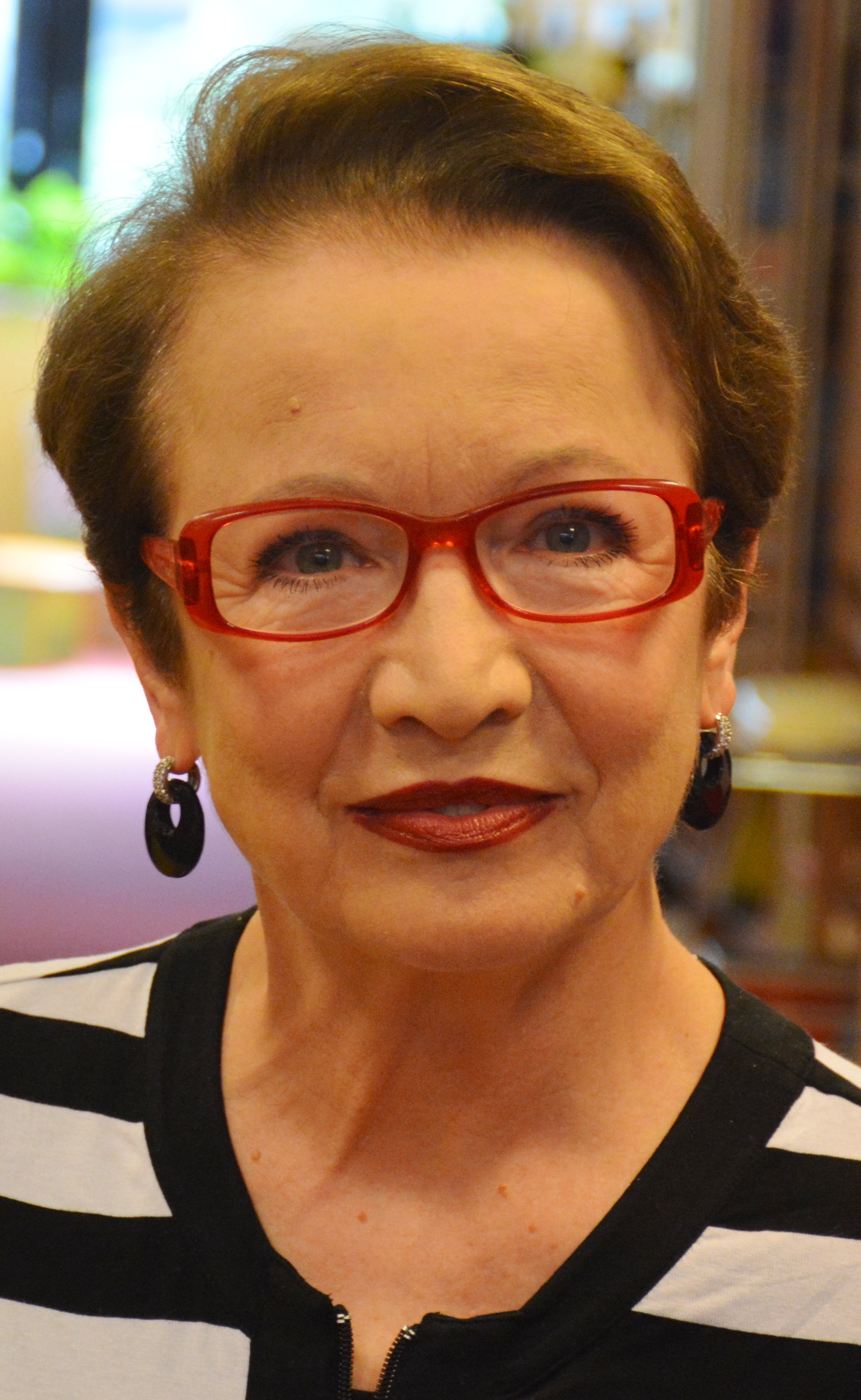
Hana Maciuchová († 26. ledna)

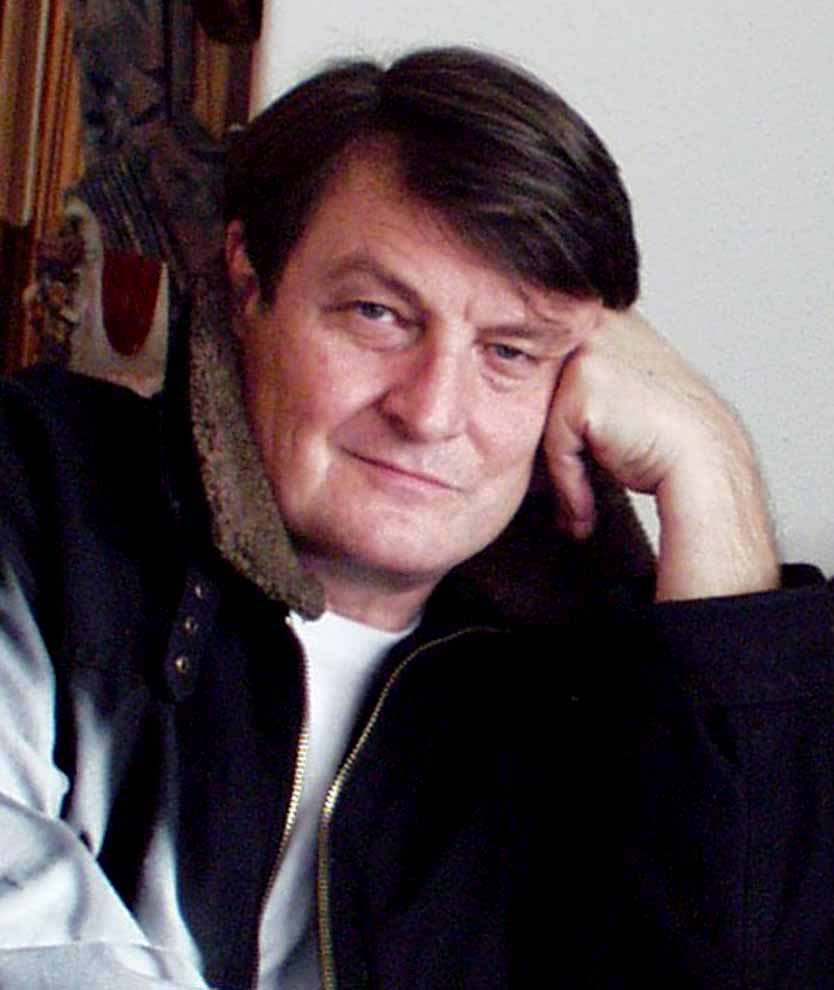
Ladislav Štaidl († 30. ledna)

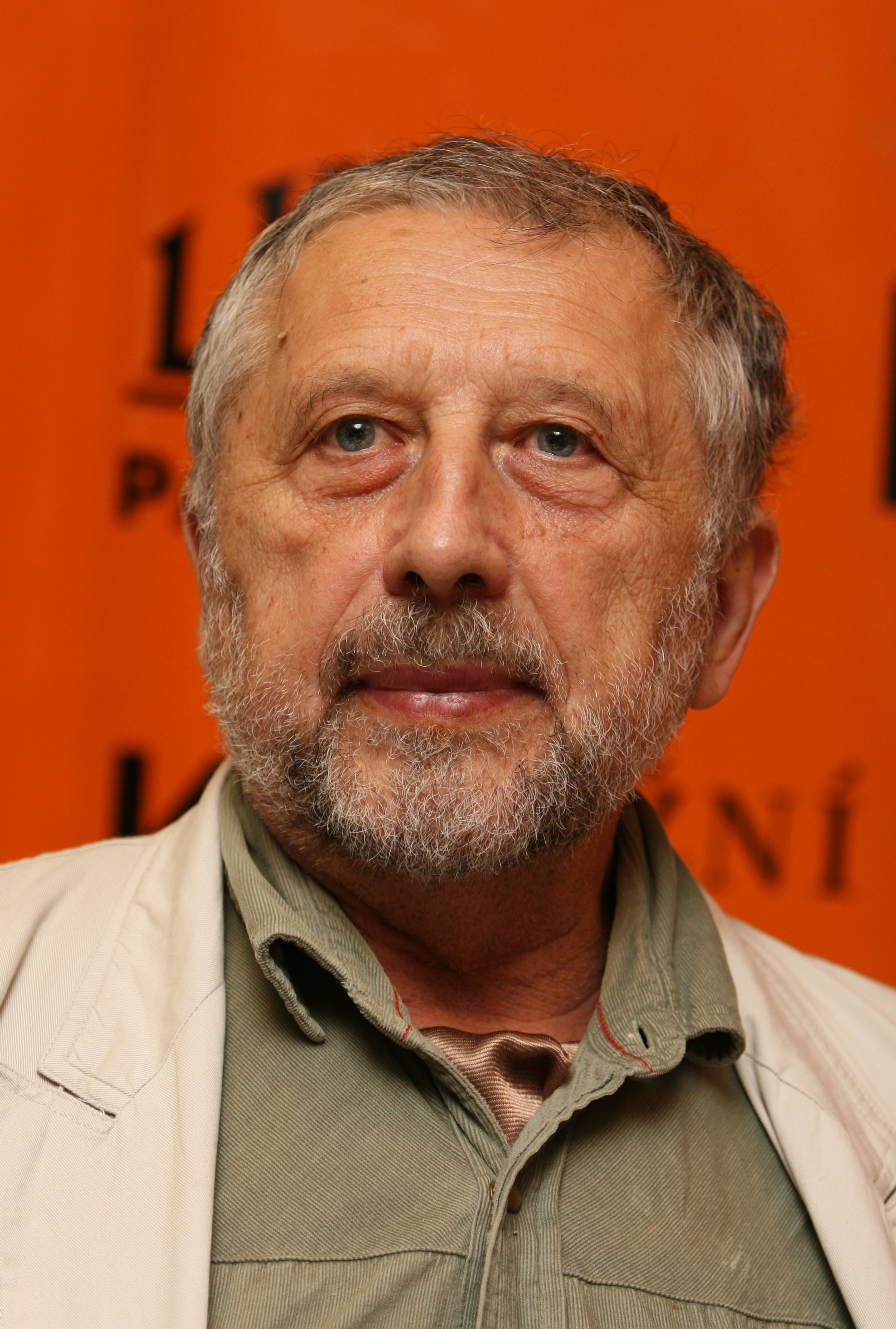
Jan Vodňanský († 10. března)

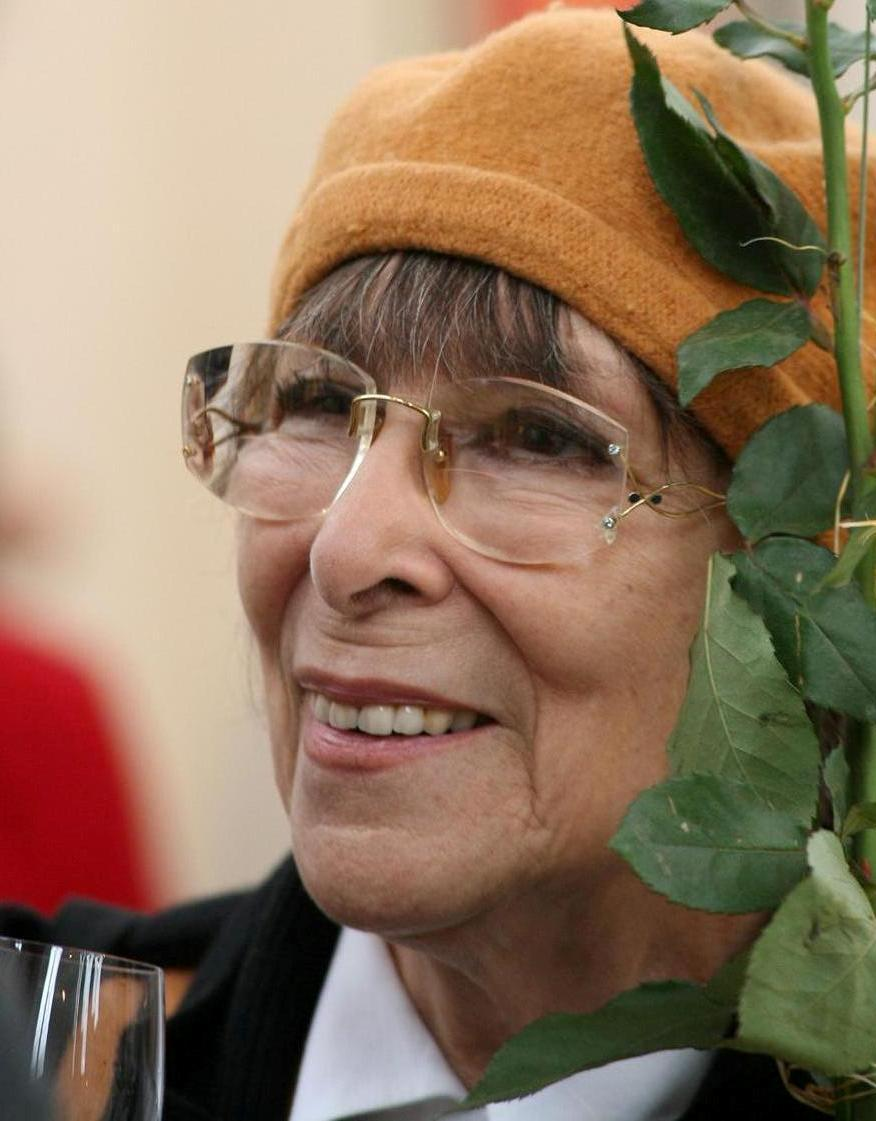
Hana Hegerová († 27. března)

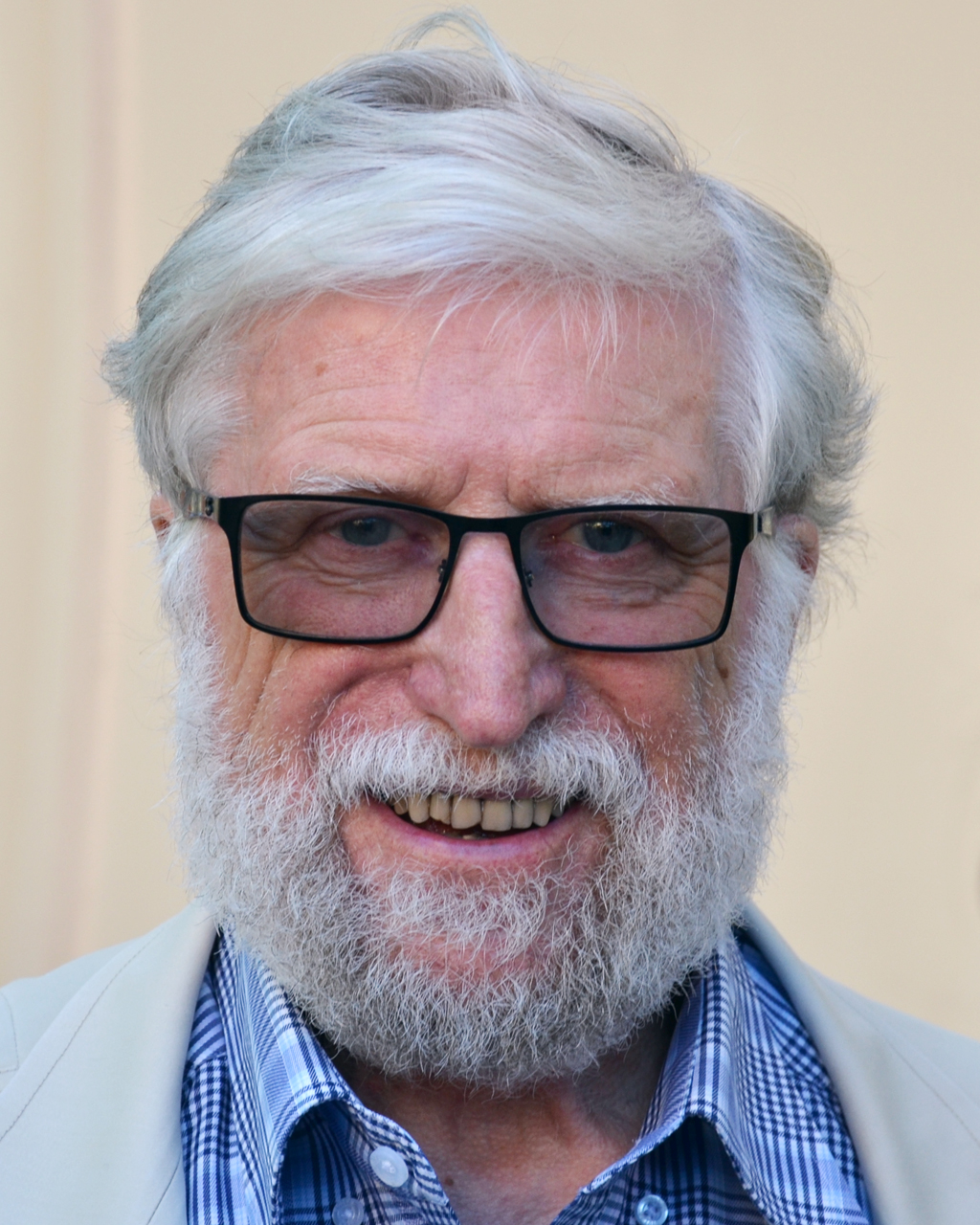
Ivan M. Havel († 25. dubna)

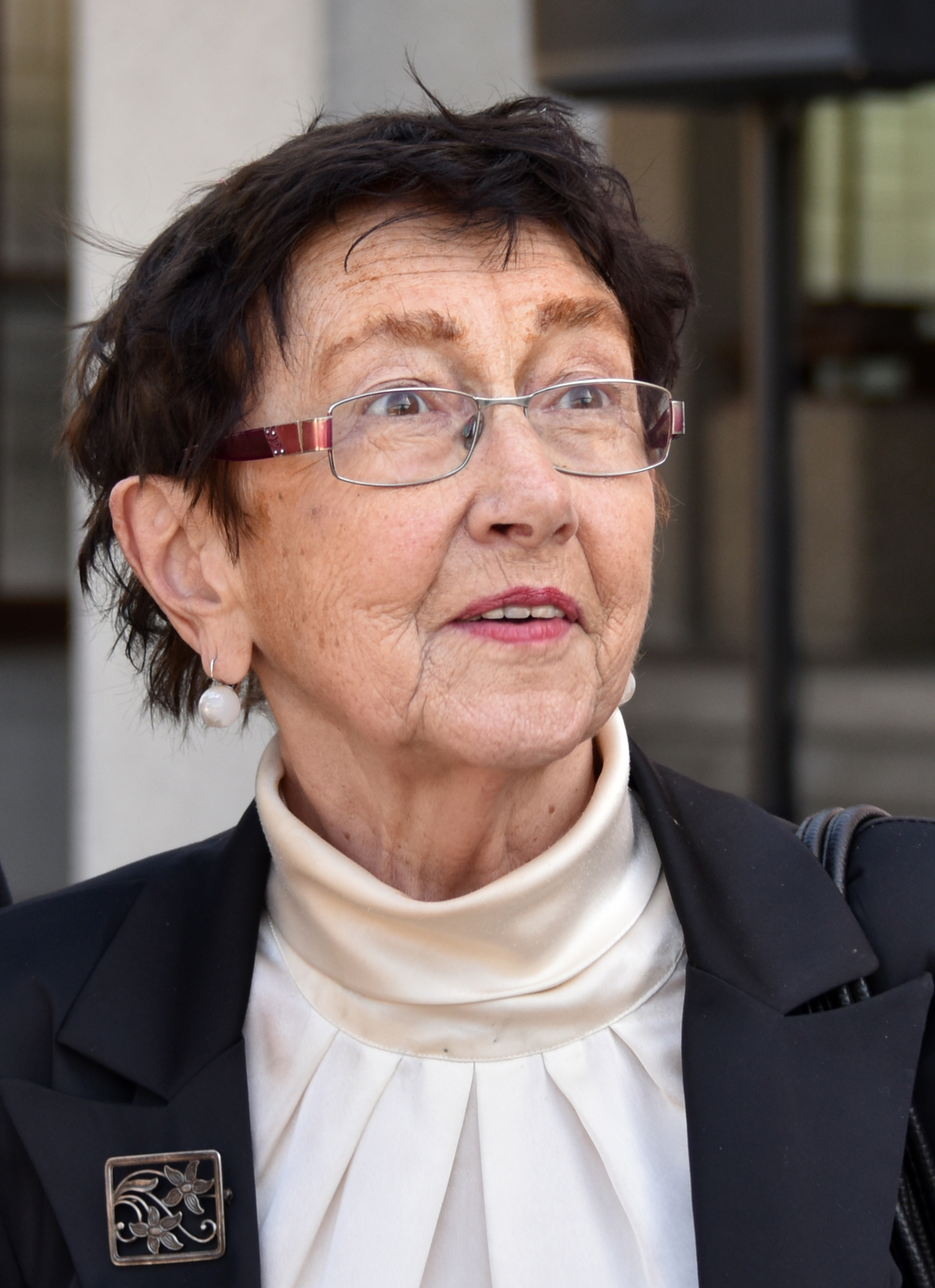
Jiřina Šiklová († 22. května)

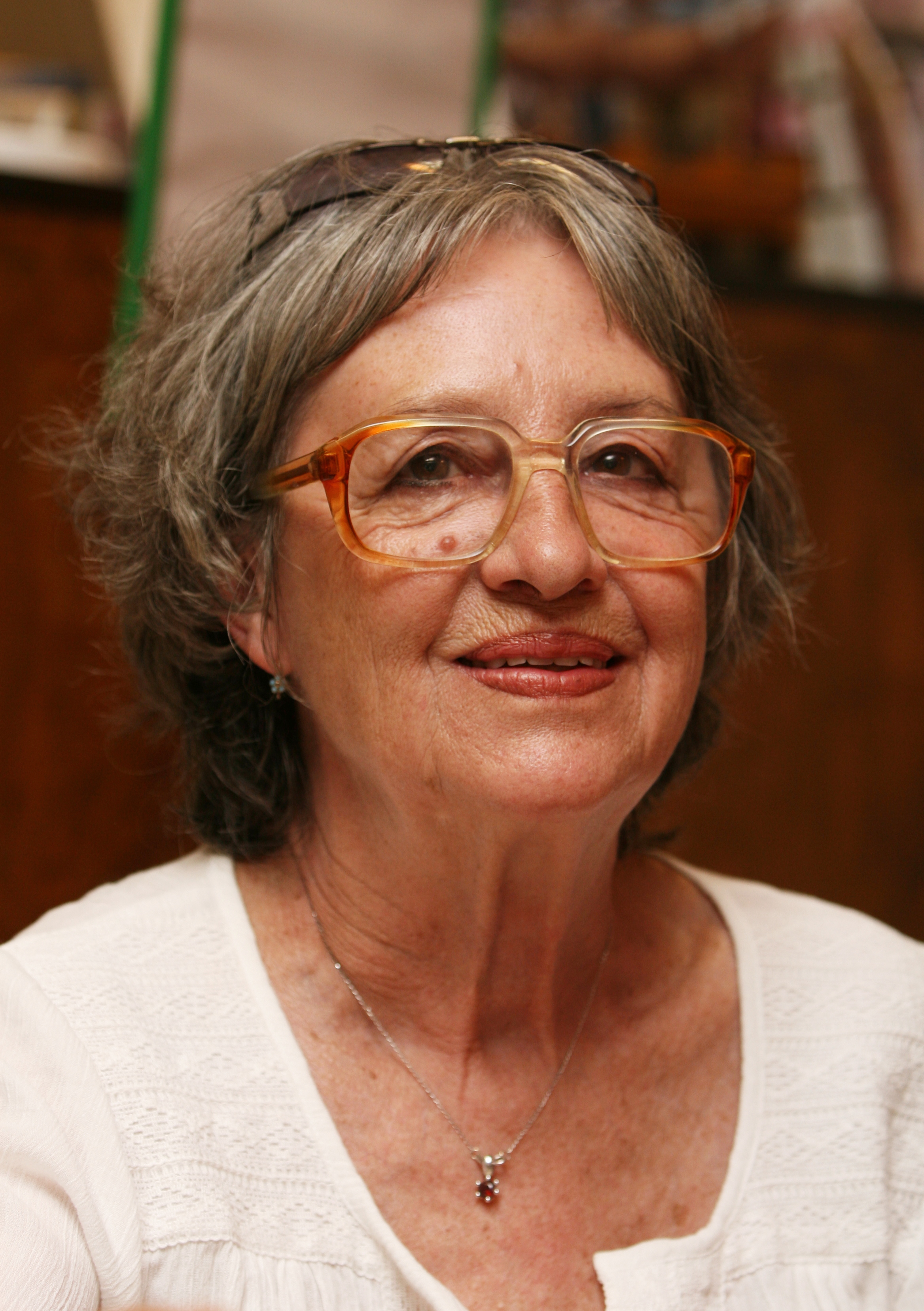
Nina Divíšková († 21. června)

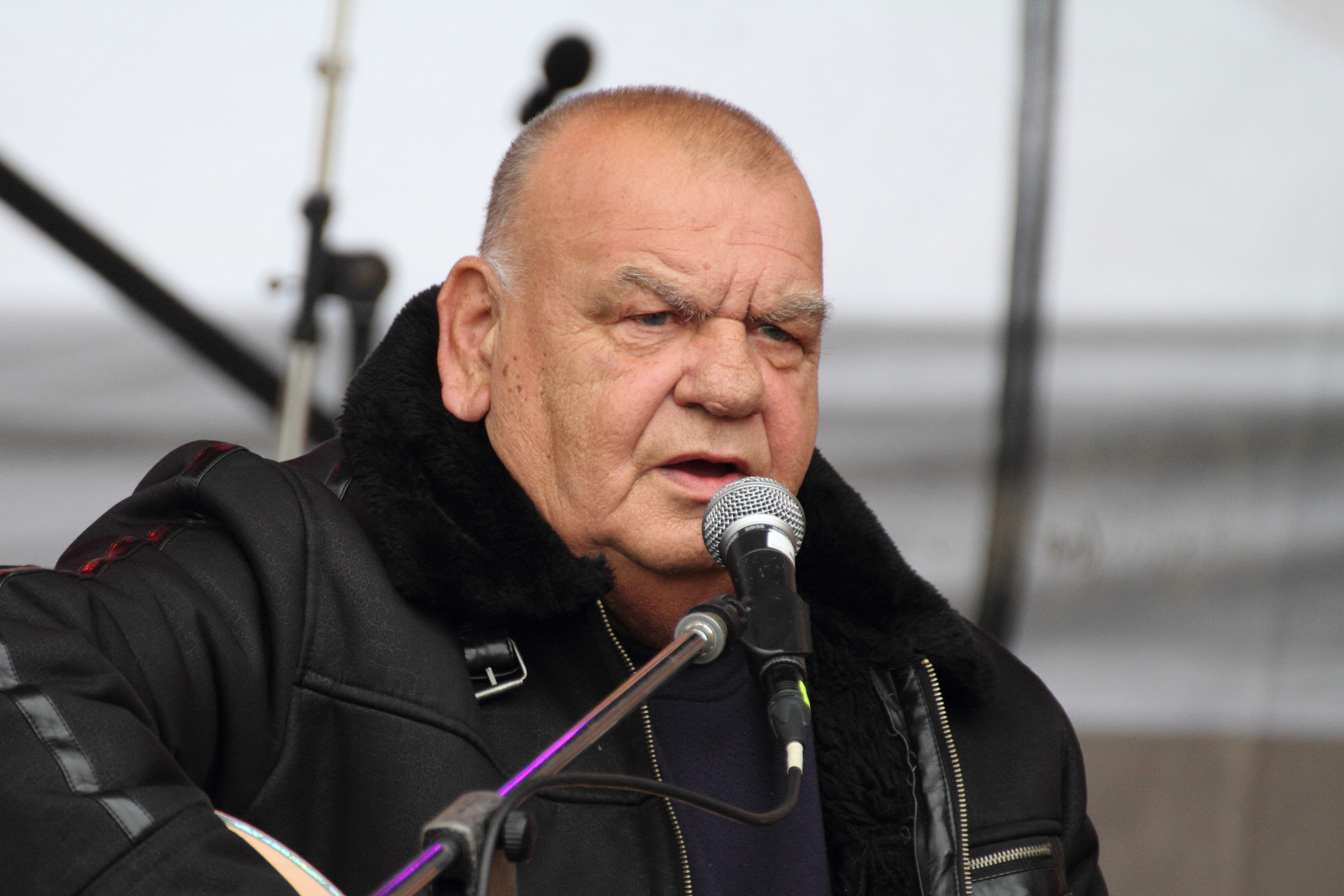
František Nedvěd († 18. července)

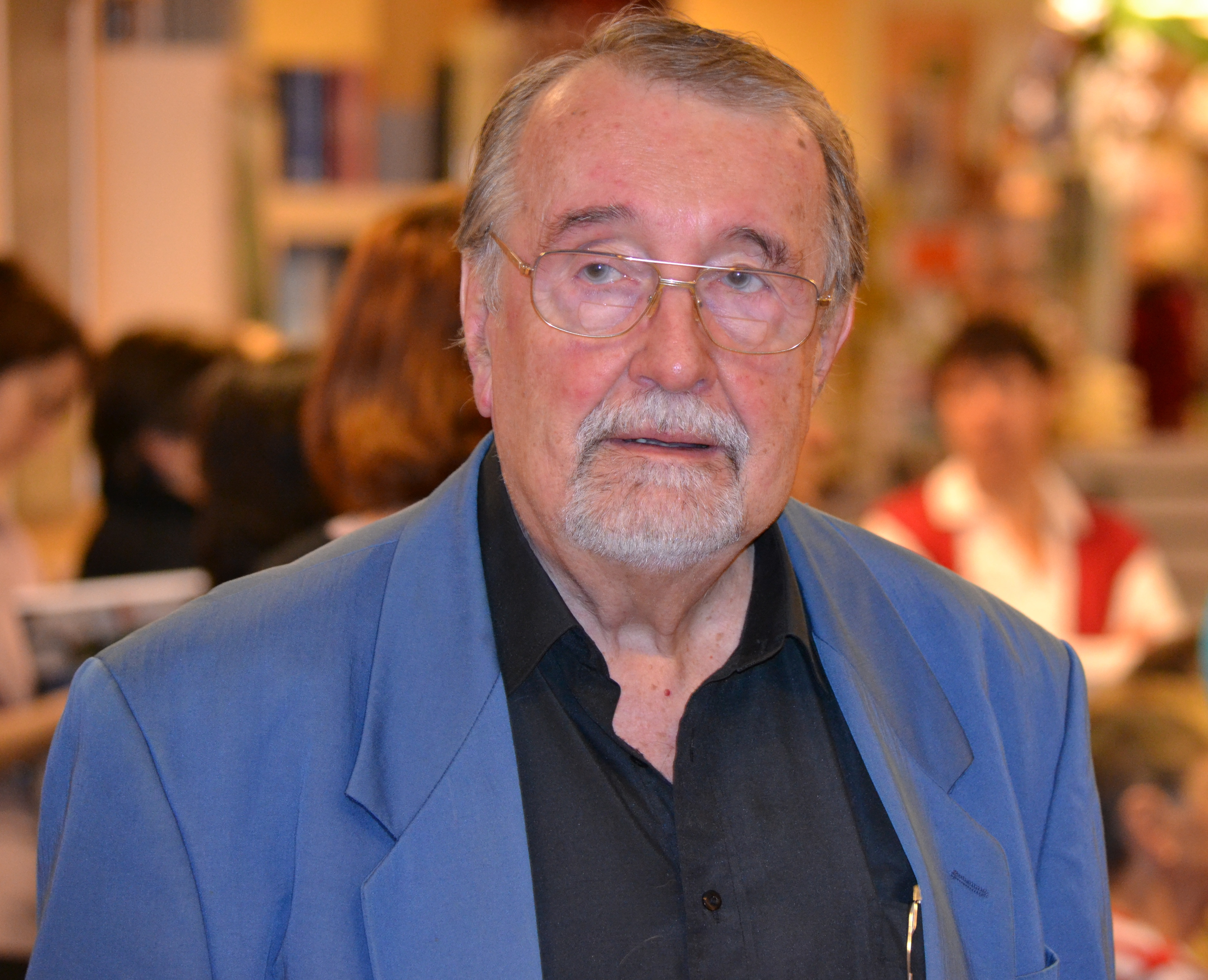
Eduard Hrubeš († 22. srpna)

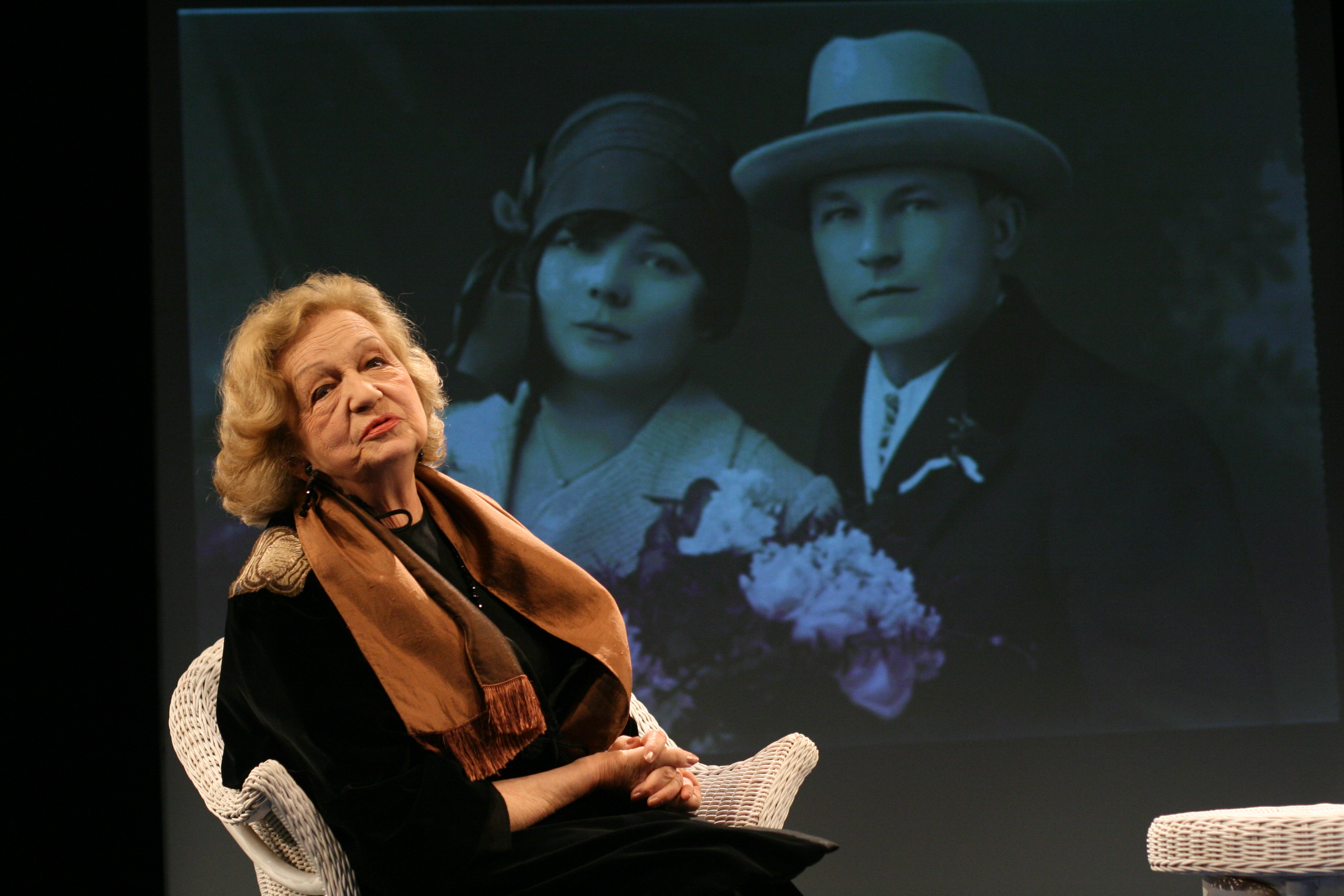
Blanka Bohdanová († 3. října)

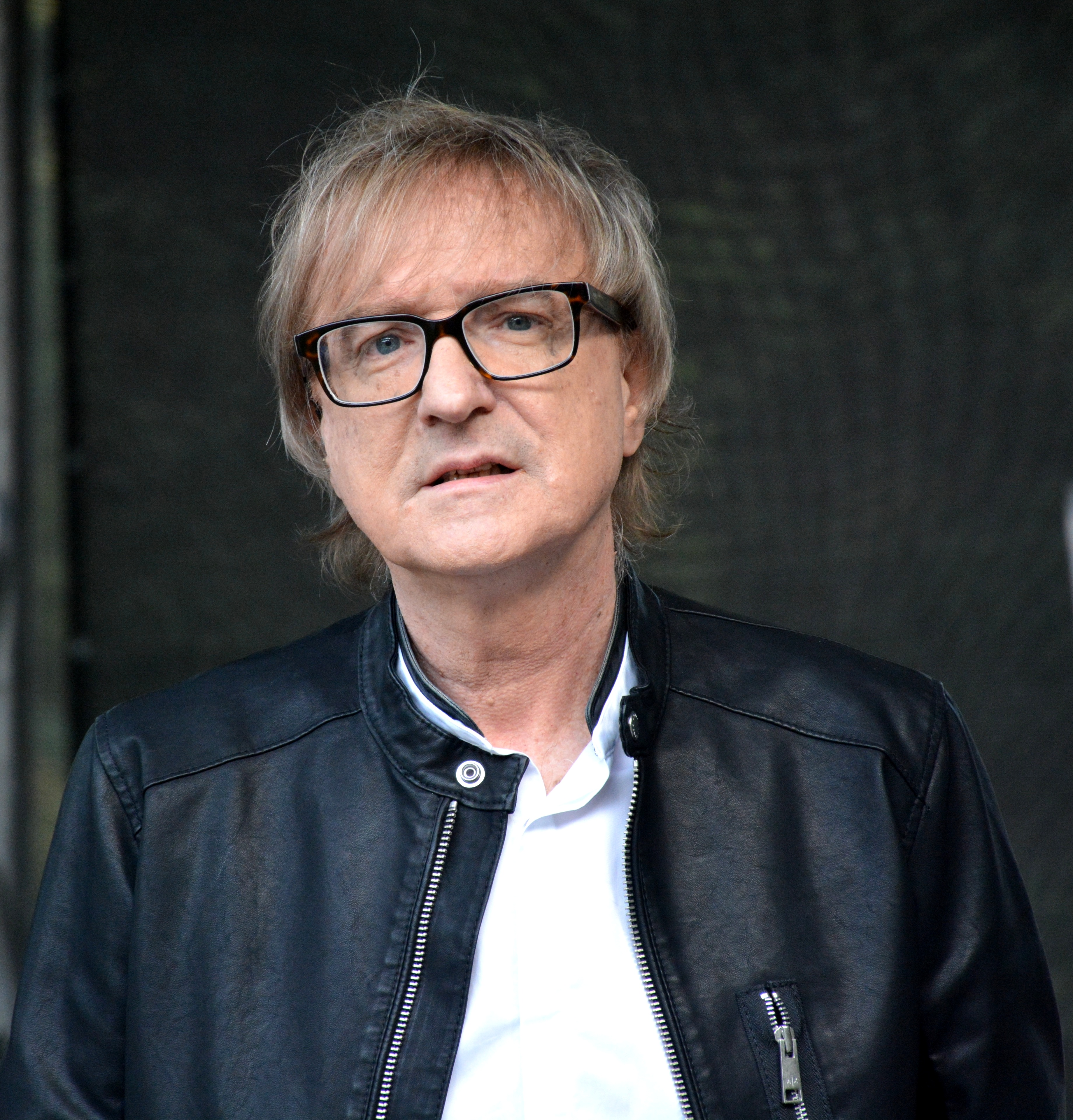
Miroslav Žbirka († 10. listopadu)

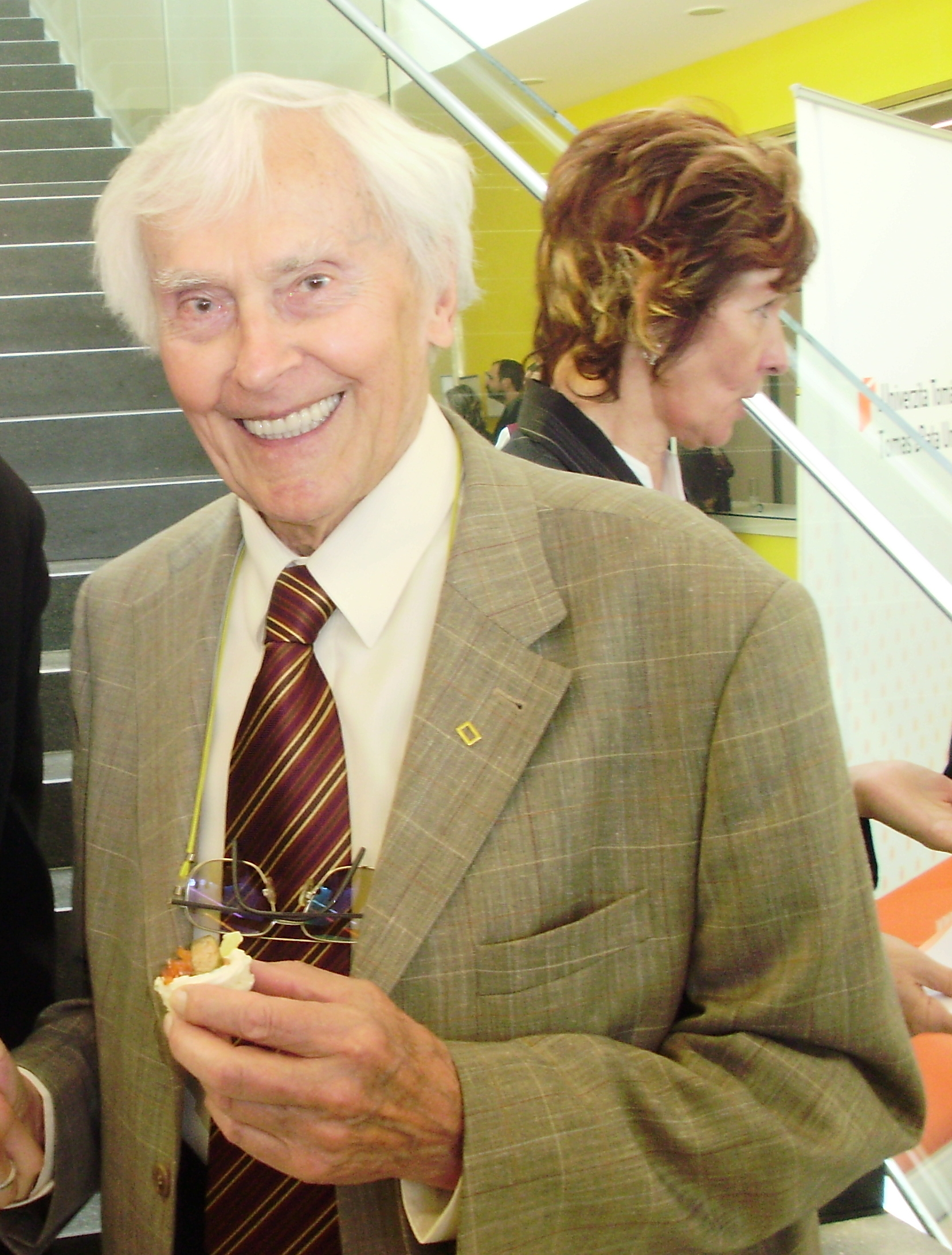
Miroslav Zikmund († 1. prosince)

- 2. ledna – Marek Pivovar, dramaturg, dramatik, divadelní publicista a autor rozhlasových her (* 26. června 1964)
- 3. ledna – Eva Jurinová, novinářka, televizní moderátorka, pedagožka a mediální poradkyně (* 3. prosince 1953)
- 5. ledna – Vladimír Oplt, politik (* 5. července 1937)
- 6. ledna – Vojtěch Steklač, spisovatel a překladatel (* 21. října 1945)
- 7. ledna – Michal Mejstřík, ekonom a profesor Univerzity Karlovy (* 6. června 1952)
- 8. ledna
  - Květa Eretová, šachová velmistryně (* 21. října 1926)
  - Antonín Linhart, kytarista, zpěvák, písničkář a frontman kapely Pacifik (* 3. dubna 1940)
  - Ivo Niederle, herec (* 26. prosince 1929)
- 9. ledna – František Filip, filmový a televizní režisér (* 26. prosince 1930)
- 10. ledna – David Stypka, zpěvák a textař (* 21. července 1979)
- 11. ledna – Libor Pátý, fyzik a politik (* 23. července 1929)
- 14. ledna
  - Evžen Neustupný, archeolog a profesor (* 31. října 1933)
  - Jan Rybář, jezuitský kněz (* 16. července 1931)
- 17. ledna – Jan Chvála, sportovní lezec a bouldrista (* 7. října 1989)
- 19. ledna – Zdeněk Sternberg, šlechtic, majitel hradu Český Šternberk (* 15. srpna 1923)
- 20. ledna – Pavel Blatný, klavírista, hudební skladatel, hudební dramaturg, hudební vědec a publicista, dirigent a hudební pedagog (* 14. září 1931)
- 21. ledna – Pavel Jasanský, fotograf (* 30. září 1938)
- 25. ledna – Vladimír Suchánek, malíř a grafik (* 12. února 1933)
- 26. ledna
  - Hana Maciuchová, herečka (* 29. listopadu 1945)
  - Jiří Beránek, sochař, malíř, vysokoškolský pedagog (* 21. listopadu 1945)
- 29. ledna – Vladimír Brych, archeolog (* 23. října 1961)
- 30. ledna
  - Mirka Křivánková, zpěvačka a skladatelka (* 26. ledna 1954)
  - Petr Kužel, bývalý prezident Hospodářské komory (* 11. března 1962)
  - Ladislav Štaidl, hudebník, skladatel a textař (* 10. března 1945)
- 2. února
  - Libuše Domanínská, operní pěvkyně (* 4. července 1924)
- 4. února – Vlastimil Zábranský, malíř a grafik (* 2. září 1936)
- 8. února – Petr Sirotek, fotograf a kameraman (* 13. května 1946)
- 9. února – Josef Kolmaš, sinolog a tibetolog (* 6. srpna 1933)
- 11. února – Vlastimil Novobilský, chemik, univerzitní profesor a esperantista (* 15. února 1935)
- 12. února – Pavel Vácha, fotograf (* 11. června 1940)
- 13. února – Ladislav Nebeský, matematik, lingvista, vysokoškolský pedagog a básník (* 28. ledna 1938)
- 14. února – Vladimír Mencl, klavírista, malíř a pedagog (* 28. dubna 1926)
- 16. února
  - Otakar Černý, televizní moderátor, novinář a sportovní publicista (* 10. září 1943)
  - Jan Sokol, filosof, překladatel filosofických textů, vysokoškolský pedagog, publicista a politik (* 18. dubna 1936)
  - Libuše Holečková, herečka (* 19. listopadu 1932)
  - Jan Šmarda, lékař, mikrobiolog, pedagog a spisovatel (* 29. srpna 1930)
- 17. února – Dagmar Lhotová, spisovatelka, redaktorka časopisů pro děti a mládež (* 22. července 1929)
- 19. února – Zdeněk Svoboda, farář Církve československé husitské, básník, esejista, textař, editor a překladatel (* 5. července 1927)
- 22. února – Vladimír Kulhánek, pedagog, politik a publicista (* 17. září 1939)
- 23. února – František Šedivý, spisovatel a politický vězeň (* 2. července 1927)
- 26. února – Miloš Novák, lední hokejista (* 5. června 1952)
- 1. března
  - Vladimír Heger, basketbalista (* 30. ledna 1932)
  - Ladislav Kutík, politik a basketbalový trenér (* 15. ledna 1941)
  - Jiří Stegbauer, básník, novinář, publicista a nakladatel, propagátor skautingu (* 7. ledna 1941)
- 2. března – Radim Pařízek, leader a bubeník heavy metalové kapely Citron (* 1. listopadu 1953)
- 3. března – Helena Kružíková, herečka (* 17. listopadu 1928)
- 5. března – Pavel Oliva, filolog (* 23. listopadu 1923)
- 6. března – Vilém Holáň, informatik a politik, bývalý poslanec a ministr obrany (* 23. září 1938)
- 9. března – Jiří Ventruba, politik a lékař (* 2. února 1950)
- 10. března – Jan Vodňanský, spisovatel, herec, písničkář (* 19. června 1941)
- 12. března
  - Jan Marek, geolog (* 16. října 1938)
  - Eva Vidlářová, herečka (* 16. prosince 1947)
- 14. března
  - Helena Fuchsová, atletka a běžkyně, mistryně ČR v atletice (* 3. června 1965)
  - Milena Secká, historička, etnografka a spisovatelka (* 14. července 1957)
- 15. března – Michal Polák, zpěvák (* 10. března 1944)
- 17. března – Bobby Houda, zpěvák a kytarista (* 29. července 1945)
- 18. března – Eva Bešťáková, spisovatelka (* 12. září 1932)
- 19. března
  - Ondřej Höppner, novinář (* 11. října 1965)
  - František Panchártek, hokejista (* 27. března 1946)
- 21. března
  - Marie Šupíková, lidická žena (* 22. srpna 1932)
  - Zdeněk Josef Preclík, sochař (* 20. ledna 1949)
- 23. března – Hana Hegerová, zpěvačka (* 20. října 1931)
- 24. března – Pavel Hečko, politik (* 5. listopadu 1966)
- 25. března – Jaroslav Šaroun, klavírista a hudební skladatel (* 29. července 1943)
- 27. března – Petr Kellner, podnikatel, investor a filantrop (* 20. května 1964)
- 7. dubna
  - Karel Pacner, publicista, žurnalista a spisovatel (* 29. března 1936)
  - František Řebíček, textař (* 10. dubna 1931)
- 14. dubna – Jan Císař, divadelní pedagog, dramaturg, historik, teoretik a kritik (* 28. ledna 1932)
- 18. dubna – Zdeněk Růžička, sportovní gymnasta (* 15. dubna 1925)
- 19. dubna – Pavel Dias, fotograf (* 9. prosince 1938)
- 20. dubna – Jiří Lopata, fotbalista a fotbalový trenér (* 21. prosince 1936)
- 22. dubna – Pavel Herot, básník a výtvarník (* 28. října 1965)
- 23. dubna – Petr Císař, operní pěvec (* 16. ledna 1978)
- 25. dubna – Ivan M. Havel, kybernetik, bratr Václava Havla (* 11. října 1938)
- 27. dubna – Miroslav Fryčer, hokejový útočník a trenér (* 27. září 1959)
- 28. dubna – Petr Šmaha, malíř a kreslíř (* 12. května 1945)
- 5. května – Jaroslav Mareš, cestovatel, spisovatel a zoolog (* 28. prosince 1937)
- 11. května – Vladimír Kořístek, chirurg (* 14. května 1927)
- 12. května
  - Jiří Feureisl, fotbalista a hokejista (* 3. října 1931)
  - Vladimír Príkazský, novinář, politik a chartista (* 30. června 1935)
- 22. května
  - Jiřina Šiklová, socioložka, publicistka, spisovatelka a disidentka (* 17. června 1935)
  - Marek Trončinský, hokejista (* 13. září 1988)
- 9. června – Libuše Šafránková, herečka (* 7. června 1953)
- 18. června – Jan Malík, operní pěvec (* 16. listopadu 1924)
- 21. června – Nina Divíšková, herečka (* 12. července 1936)
- 1. července – Vítězslav Vávra, zpěvák a bubeník (* 16. května 1953)
- 6. července – Vladimír Kudla, herec (* 26. června 1947)
- 12. července – Ladislav Potměšil, herec (* 2. září 1945)
- 18. července
  - František Nedvěd, zpěvák a kytarista (* 19. září 1947)
  - Vladimír Beneš, zakladatel české dětské neurochirurgie (* 27. ledna 1921)
- 21. července – Mathilda Nostitzová, hraběnka a filantropka (* 12. června 1936)
- 29. července – Vladimír Marek, herec (* 6. srpna 1951)
- 2. srpna – Milan Stehlík, herec (* 13. dubna 1944)
- 6. srpna – Richard Konvička, malíř (* 30. dubna 1957)
- 11. srpna – Miroslav Tetter, politik a přírodovědec (* 3. dubna 1938)
- 12. srpna – Stanislav Hanzík, sochař (* 24. července 1931)
- 15. srpna – Antonín Pospíšil, římskokatolický kněz, spisovatel, překladatel a papežský kaplan (* 14. září 1925)
- 22. srpna – Eduard Hrubeš, konferenciér a moderátor (* 27. prosince 1936)
- 24. srpna
  - Radek Pobořil, hudebník, člen skupiny Čechomor (* 4. srpna 1946)
  - Jan Suchý, hokejový obránce (* 10. října 1944)
  - Ivan Dorovský, básník (* 18. května 1935)
- 25. srpna – Zdenka Procházková, herečka (* 4. dubna 1926)
- 31. srpna
  - Přemysl Krbec, gymnasta (* 28. ledna 1940)
  - Jan Malý, lékař (* 10. května 1943)
- 2. září – Vladimír Hubáček, automobilový závodník (* 20. srpna 1932)
- 4. září – Bohumil Cepák, házenkář (* 13. července 1951)
- 14. září – Ladislav Lubina, hokejista a trenér (* 11. února 1967)
- 15. září – Milena Černá, lékařka, činovnice Výboru dobré vůle – Nadace Olgy Havlové (* 24. dubna 1942)
- 20. září – Jan Jindra, veslař, olympijský vítěz (* 6. března 1932)
- 21. září – Lubor Šušlík, skaut, účastník protinacistického a protikomunistického odboje (* 25. května 1928)
- 29. září – Boris Valníček, astrofyzik a astronom (* 11. dubna 1927)
- 3. října – Blanka Bohdanová, herečka a malířka (* 4. března 1930)
- 4. října – Ludvík Václavek, germanista (* 28. dubna 1931)
- 14. října – Vladimír Opletal, kameraman (* 26. února 1931)
- 18. října
  - Jaroslav Dočkal, fotbalista a trenér (* 22. listopadu 1939)
  - Pavel Lukeš, moderátor, scenárista, dramaturg a spisovatel (* 4. července 1944)
- 20. října – František Adamíček, fotbalista a trenér (* 21. července 1955)
- 26. října – Jiří Cerha, zpěvák, hudební skladatel a pedagog (* 10. června 1943)
- 27. října – Arnošt Pazdera, fotbalista (* 16. září 1929)
- 30. října
  - Miroslav Středa, herec (* 18. května 1945)
  - Jana Altmannová, herečka, loutkoherečka, dabérka a pedagožka (* 17. října 1944)
  - Marie Zápotocká, archeoložka (* 6. června 1931)
- 2. listopadu – Ivo Hlobil, historik umění a profesor (* 28. prosince 1942)
- 3. listopadu – Kamil Rodan, historik, publicista a popularizátor historie (* 26. srpna 1978)
- 10. listopadu
  - Eduard Schmidt, fyzik (* 11. prosince 1935)
  - Miroslav Žbirka, slovenský zpěvák a skladatel (* 21. října 1952)
- 14. listopadu – Marek Vokáč, šachový velmistr (* 6. prosince 1958)
- 15. listopadu – Oldřich Hamera, grafik, malíř, ilustrátor, tiskař, typograf, vydavatel a restaurátor. (* 3. března 1944)
- 26. listopadu – František Sehnal, entomolog (* 11. září 1938)
- 28. listopadu – Jiří Srnec, divadelník, scénograf, režisér, výtvarník a hudební skladatel (* 29. srpna 1931)
- 1. prosince – Petr Uhl, novinář, politik, a signatář Charty 77 (* 8. října 1941)
- 2. prosince – Miroslav Zikmund, cestovatel a spisovatel (* 14. února 1919)
- 7. prosince
  - Pavel Hůla, houslista (* 23. ledna 1952)
  - Marcela Machotková, operní pěvkyně (* 12. října 1931)
- 12. prosince – Zdeněk Kukal, oceánolog, geolog a oceánograf (* 29. listopadu 1932)
- 18. prosince – Ladislav Falta, sportovní střelec (* 30. ledna 1936)
- 20. prosince
  - Luboš Andršt, kytarista a skladatel (* 26. července 1948)
  - Jiří Čadek, fotbalový obránce (* 7. prosince 1935)
- 30. prosince – Karel Loprais, automobilový závodník (* 4. března 1949)

### Svět

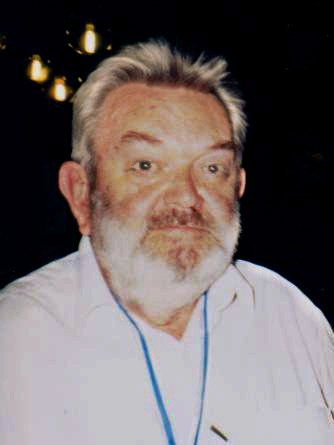
Martinus J. G. Veltman († 4. ledna)

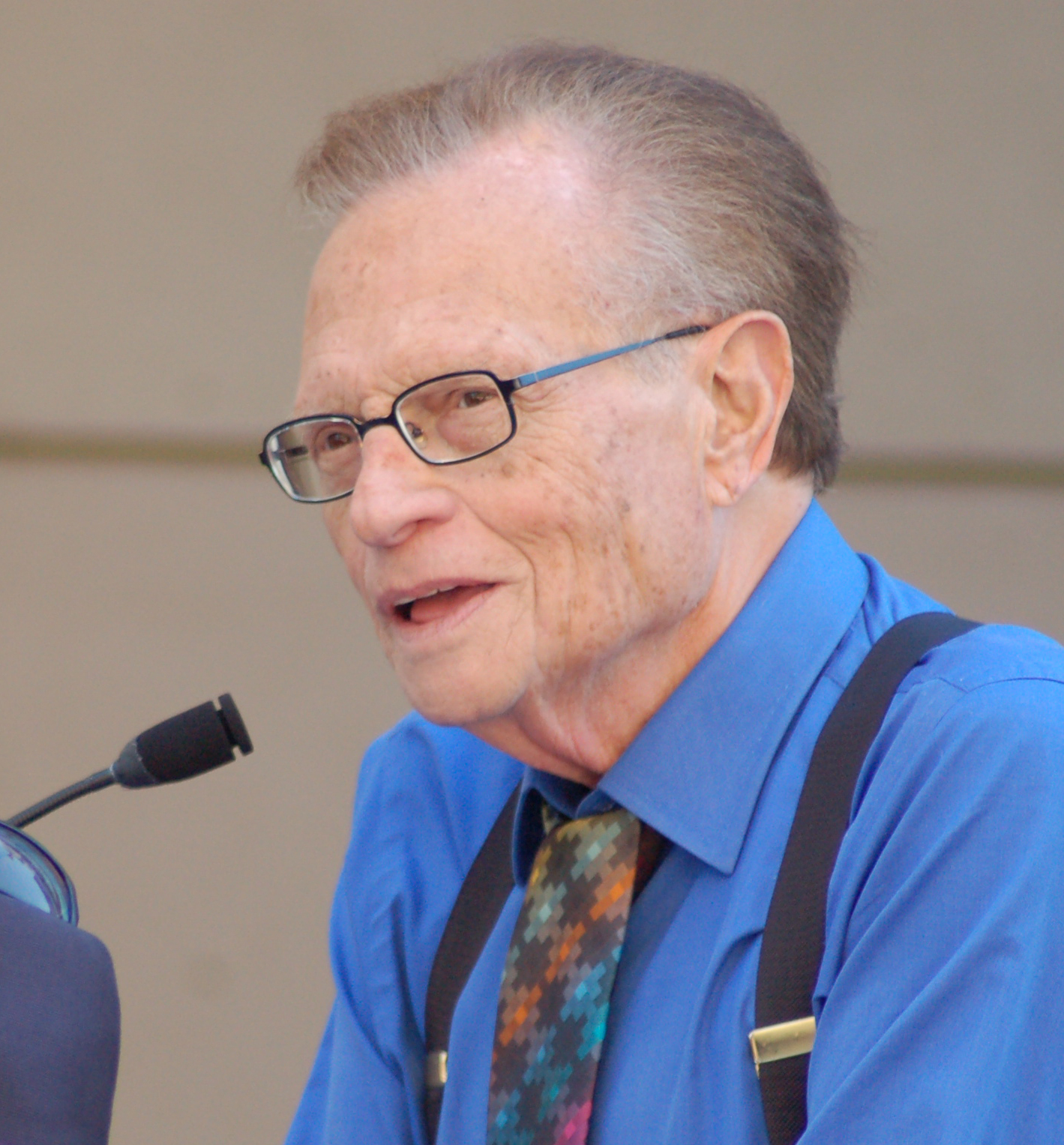
Larry King († 23. ledna)

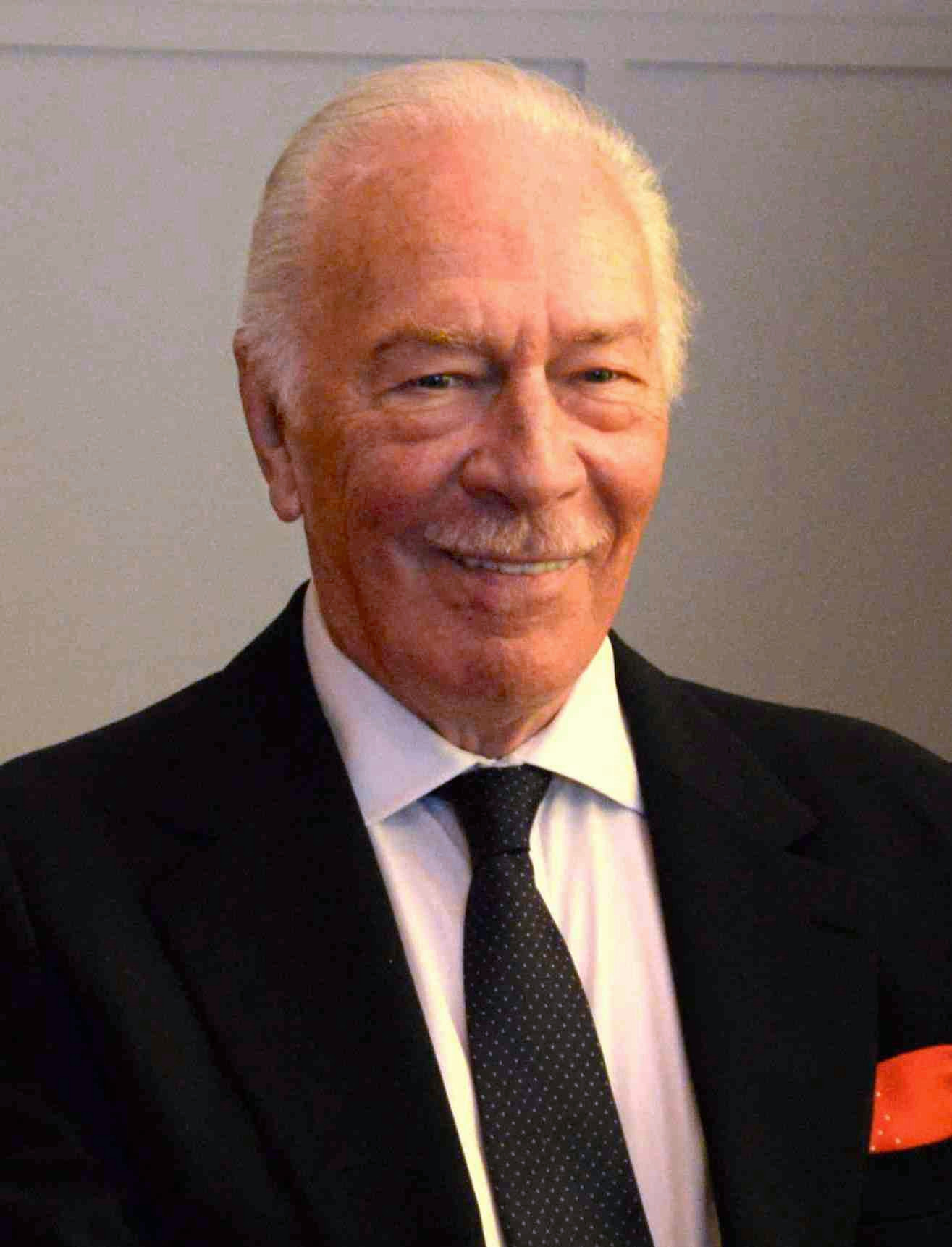
Christopher Plummer († 5. února)

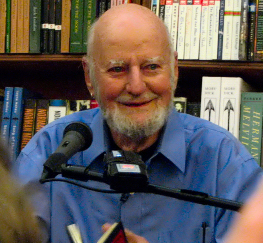
Lawrence Ferlinghetti († 22. února)

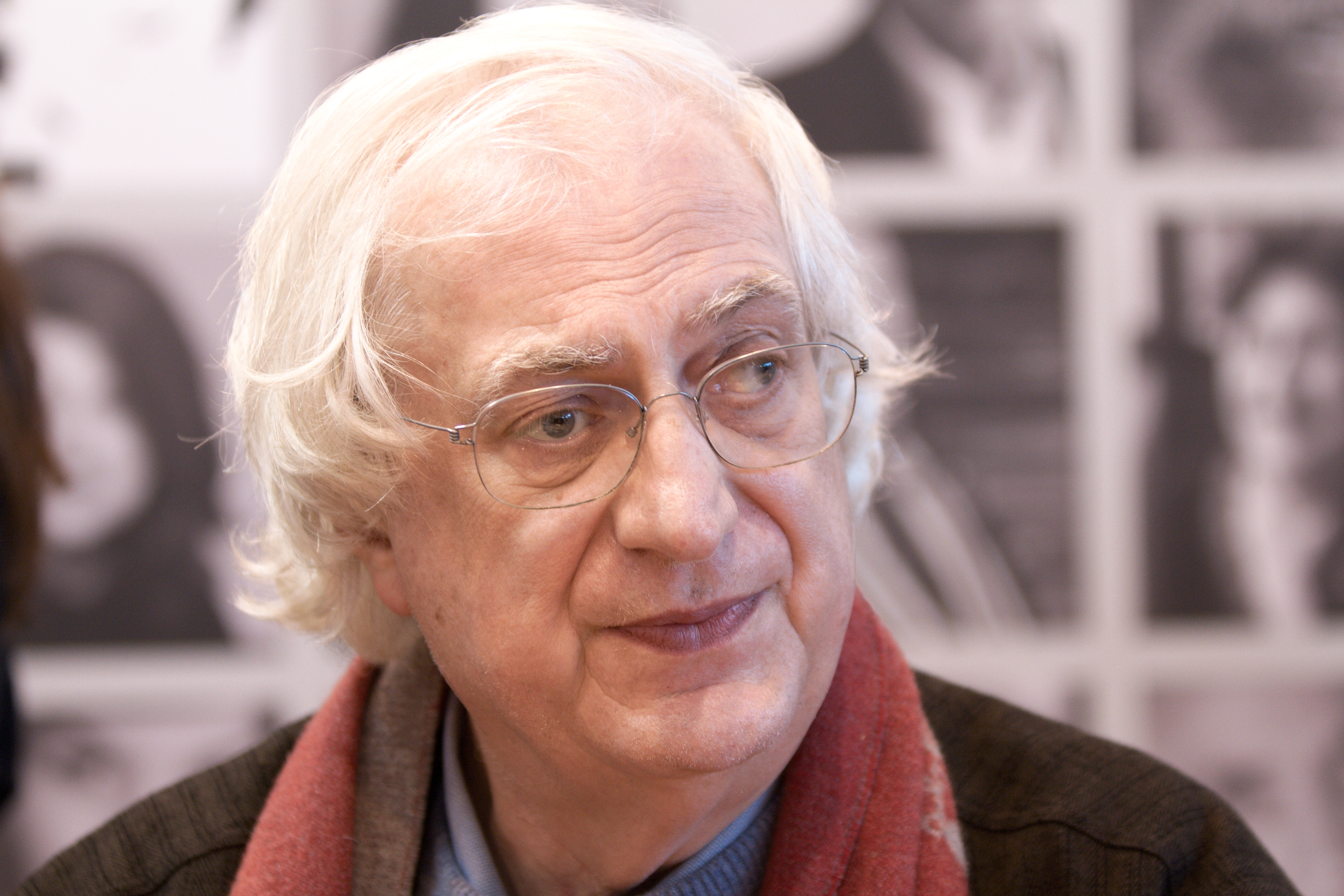
Bertrand Tavernier († 25. března)

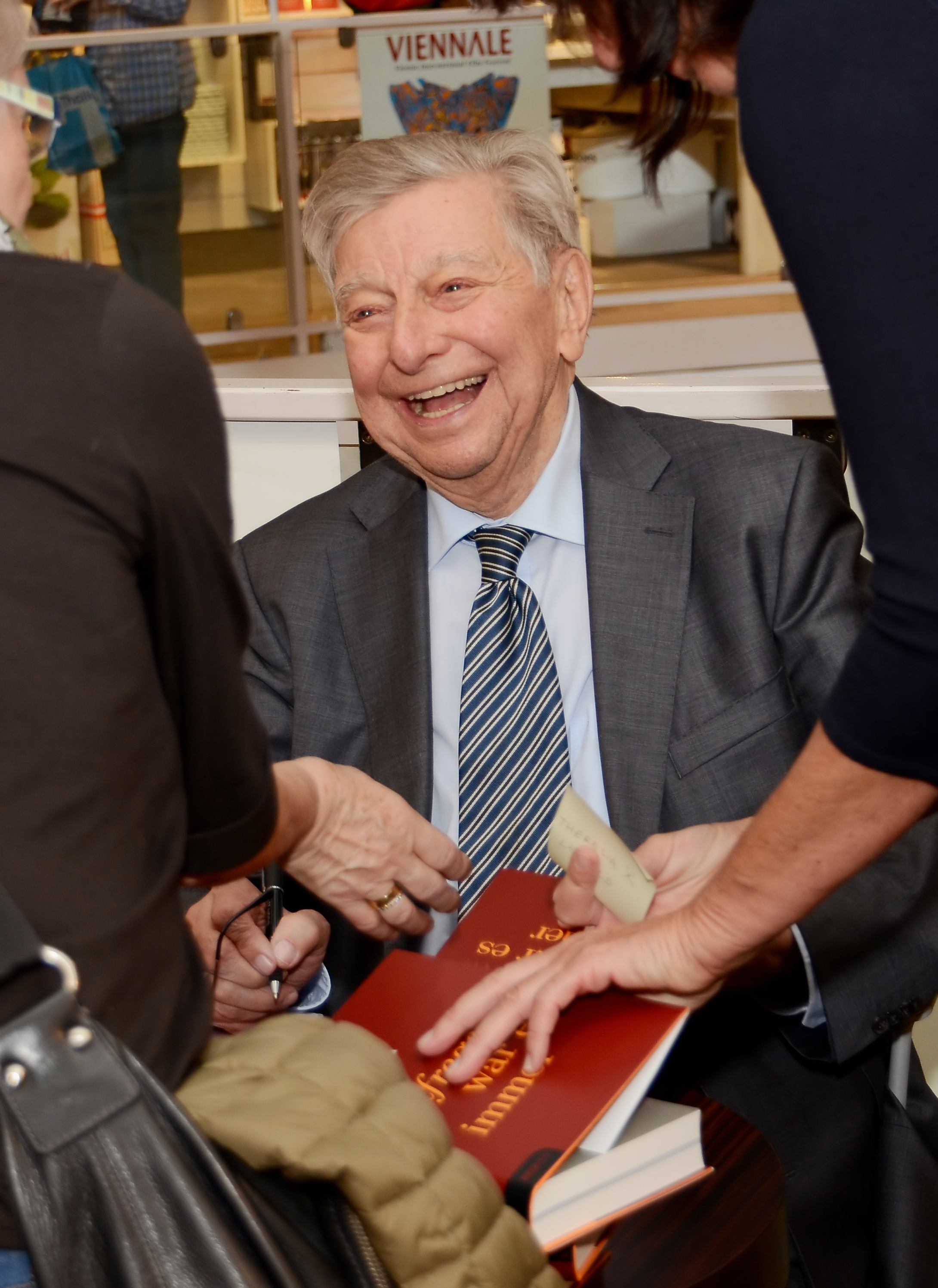
Hugo Portisch († 1. dubna)

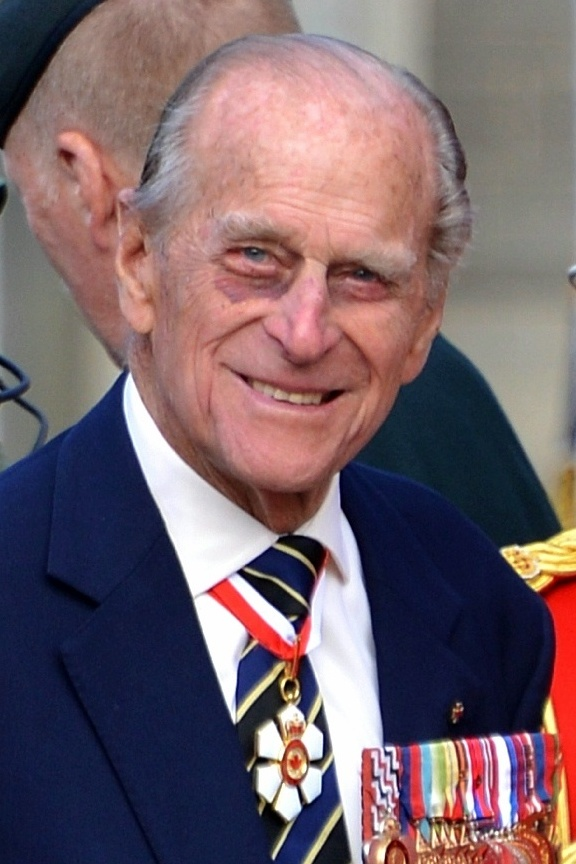
Princ Philip, vévoda z Edinburghu († 9. dubna)

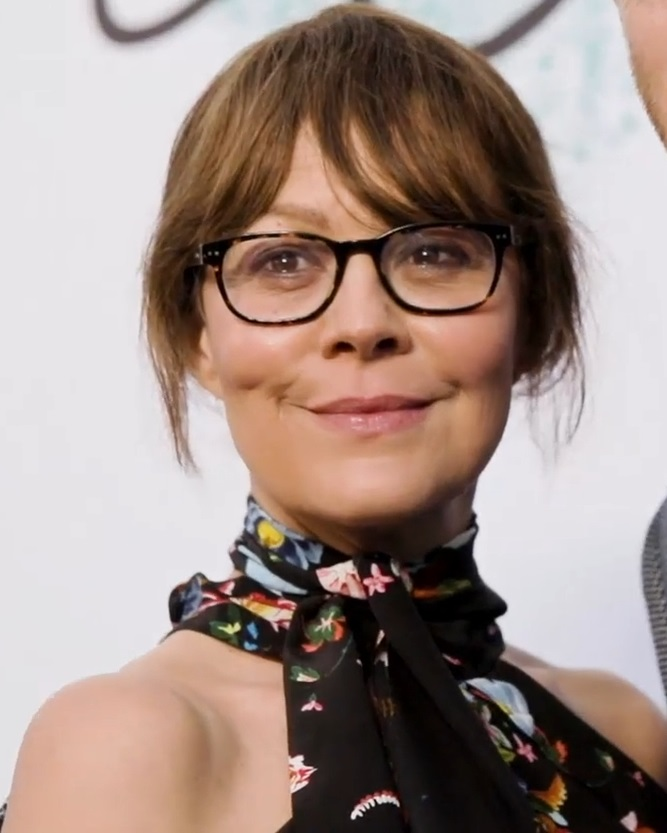
Helen McCroryová († 16. dubna)

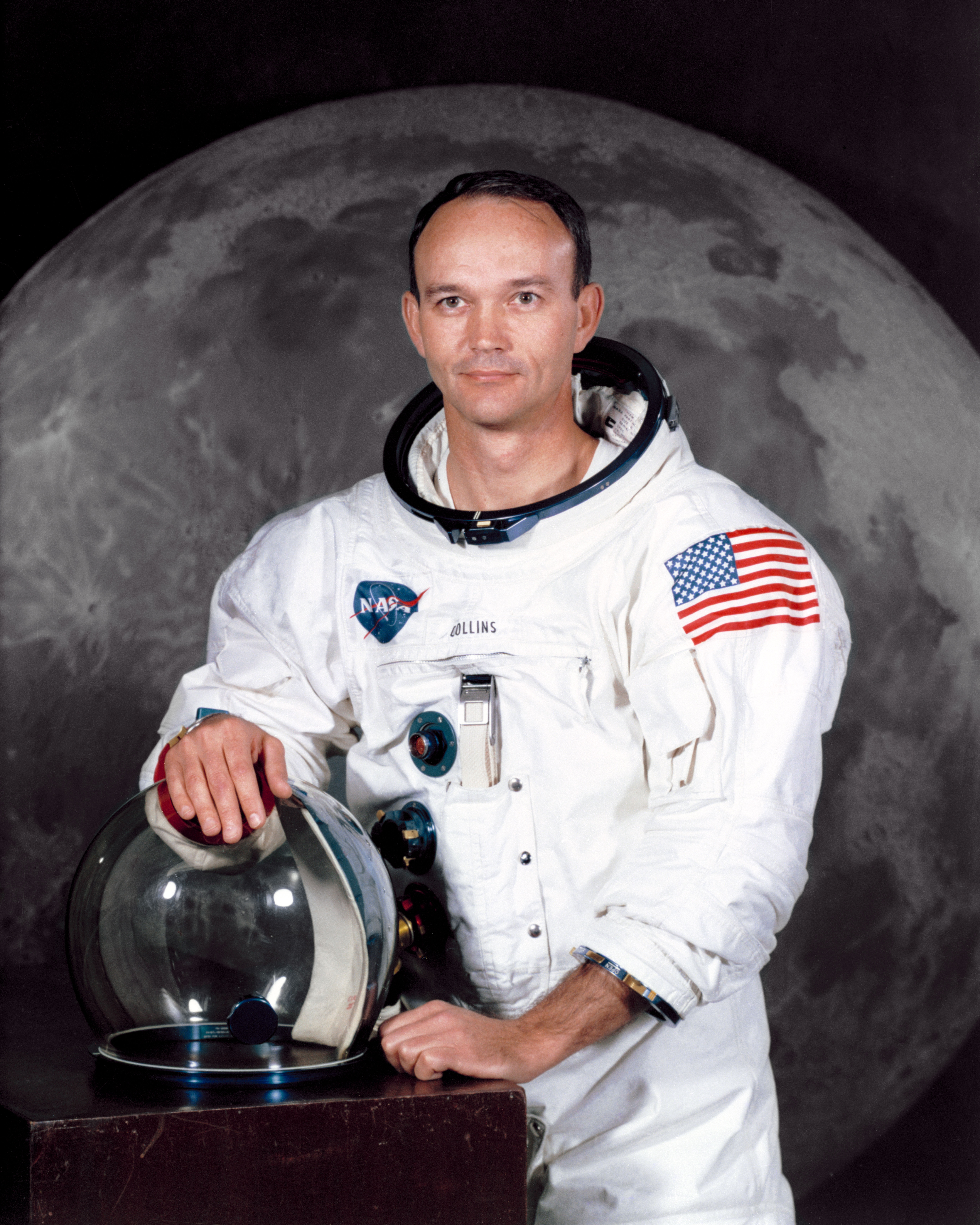
Michael Collins († 28. dubna)

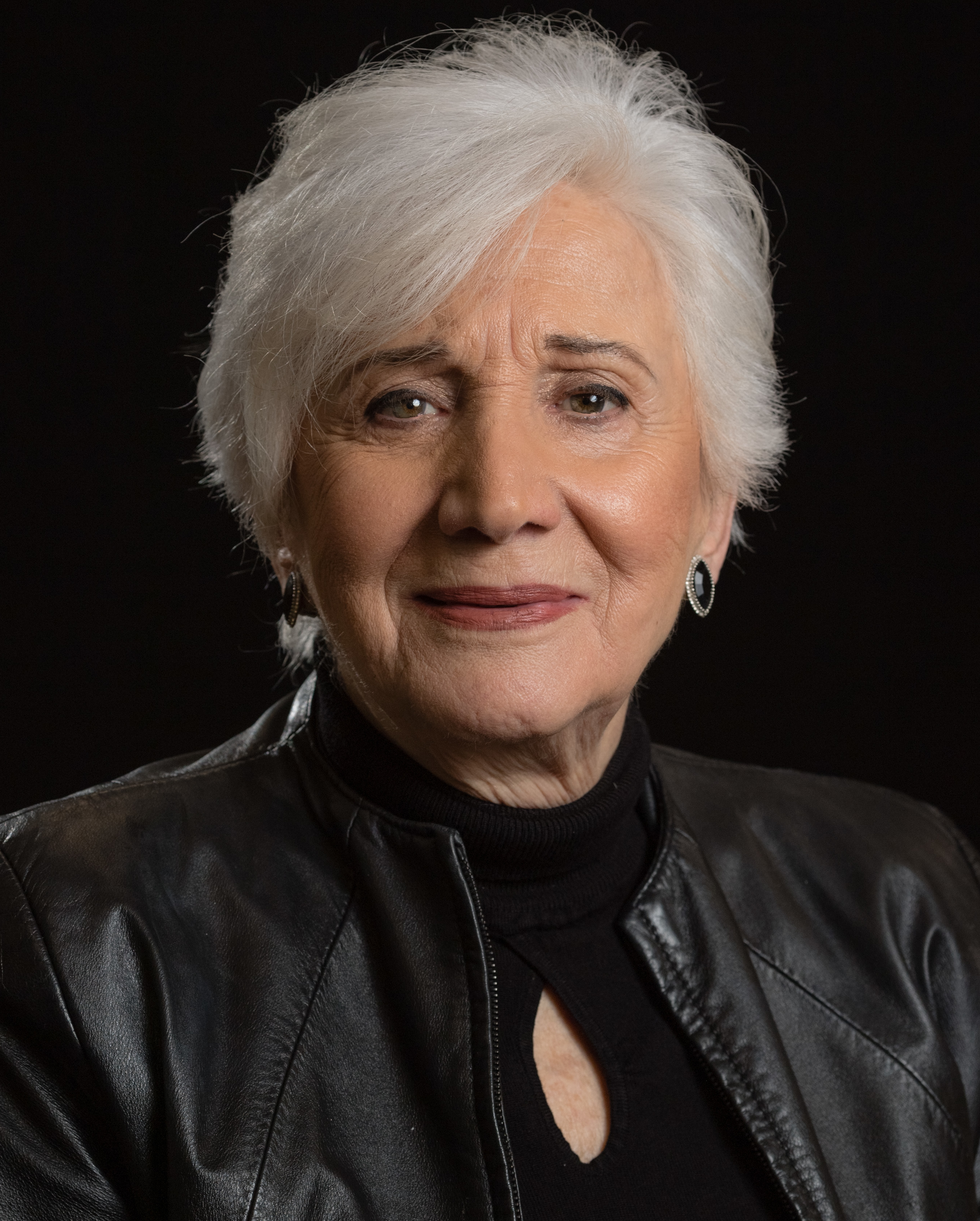
Olympia Dukakis († 1. května)

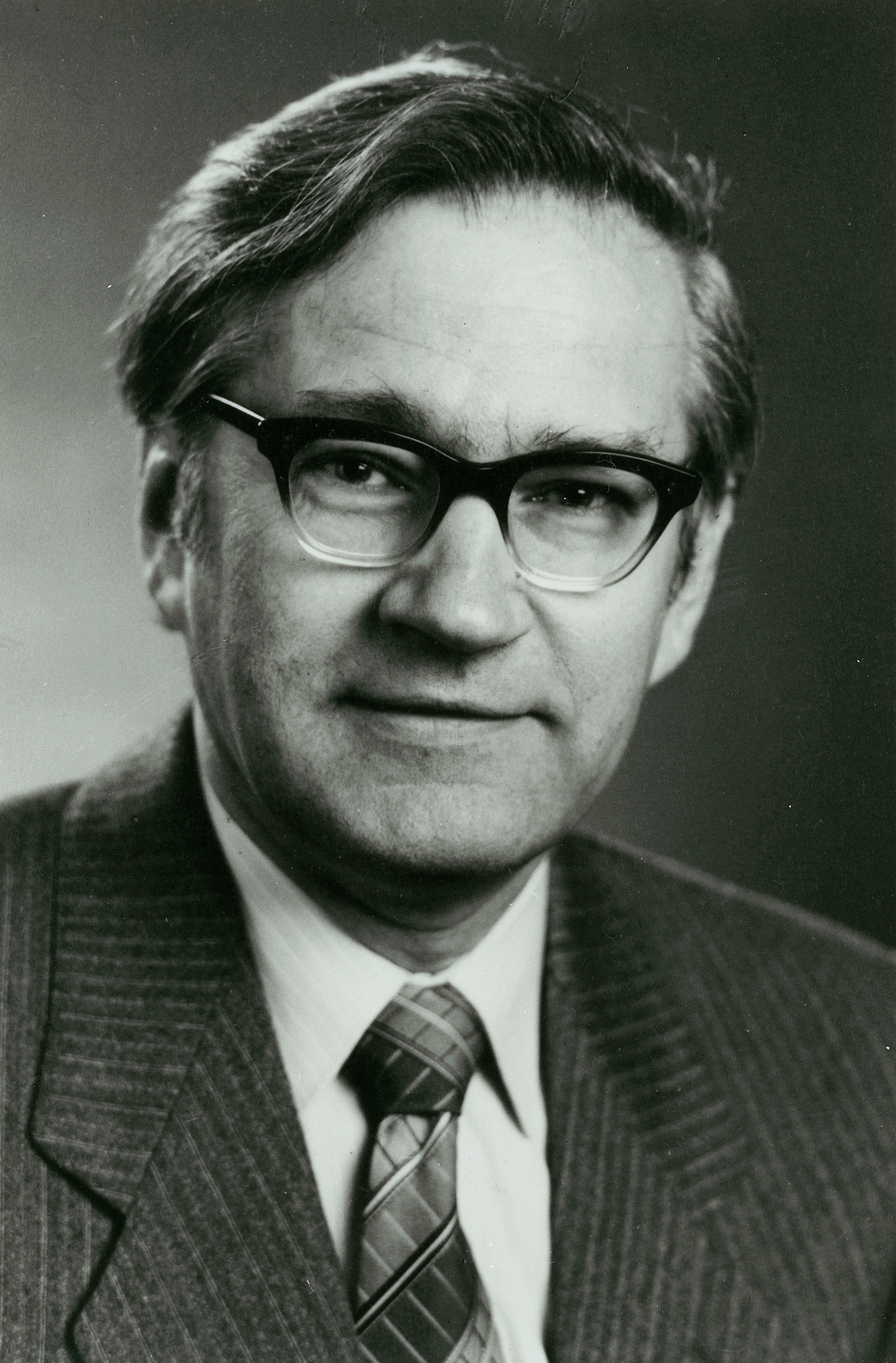
Richard R. Ernst († 4. června)

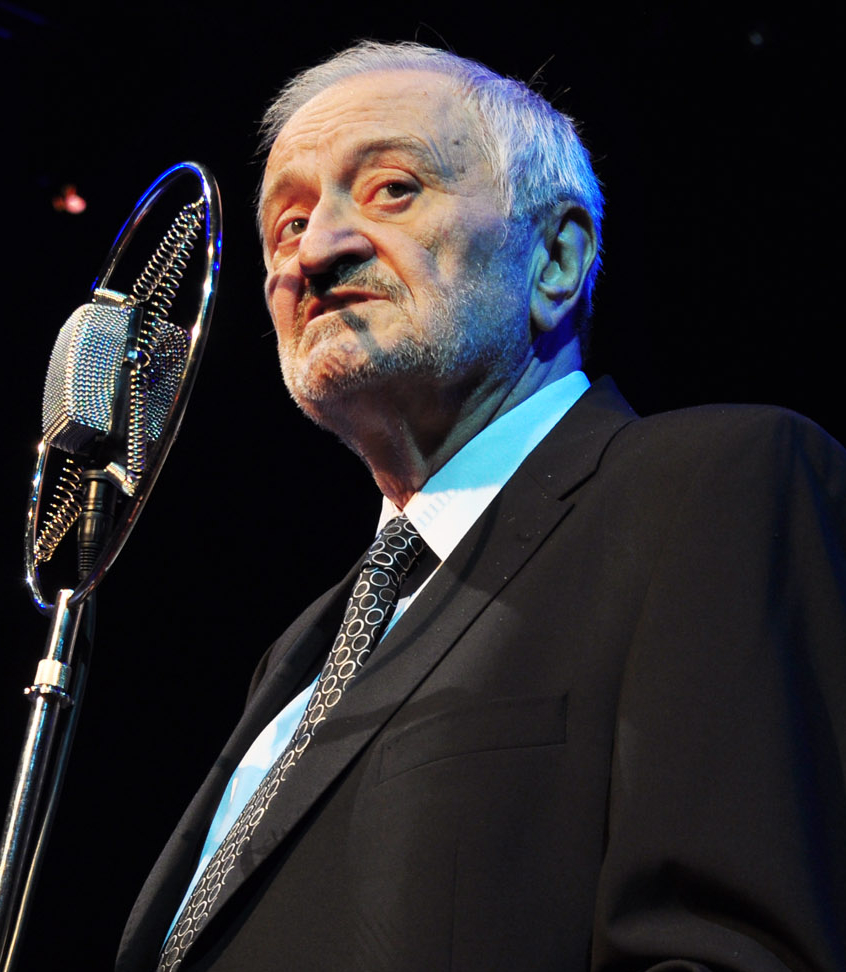
Milan Lasica († 18. července)

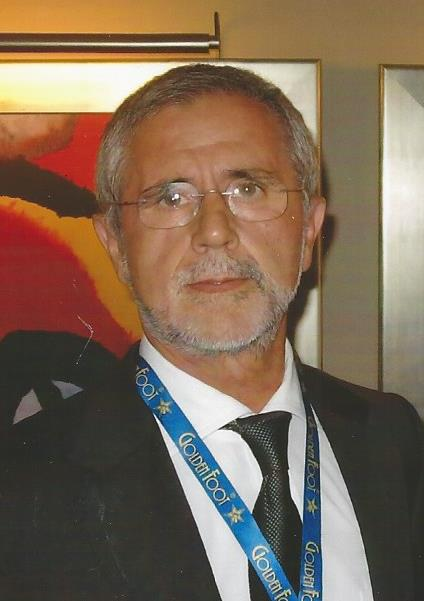
Gerd Müller († 15. srpna)

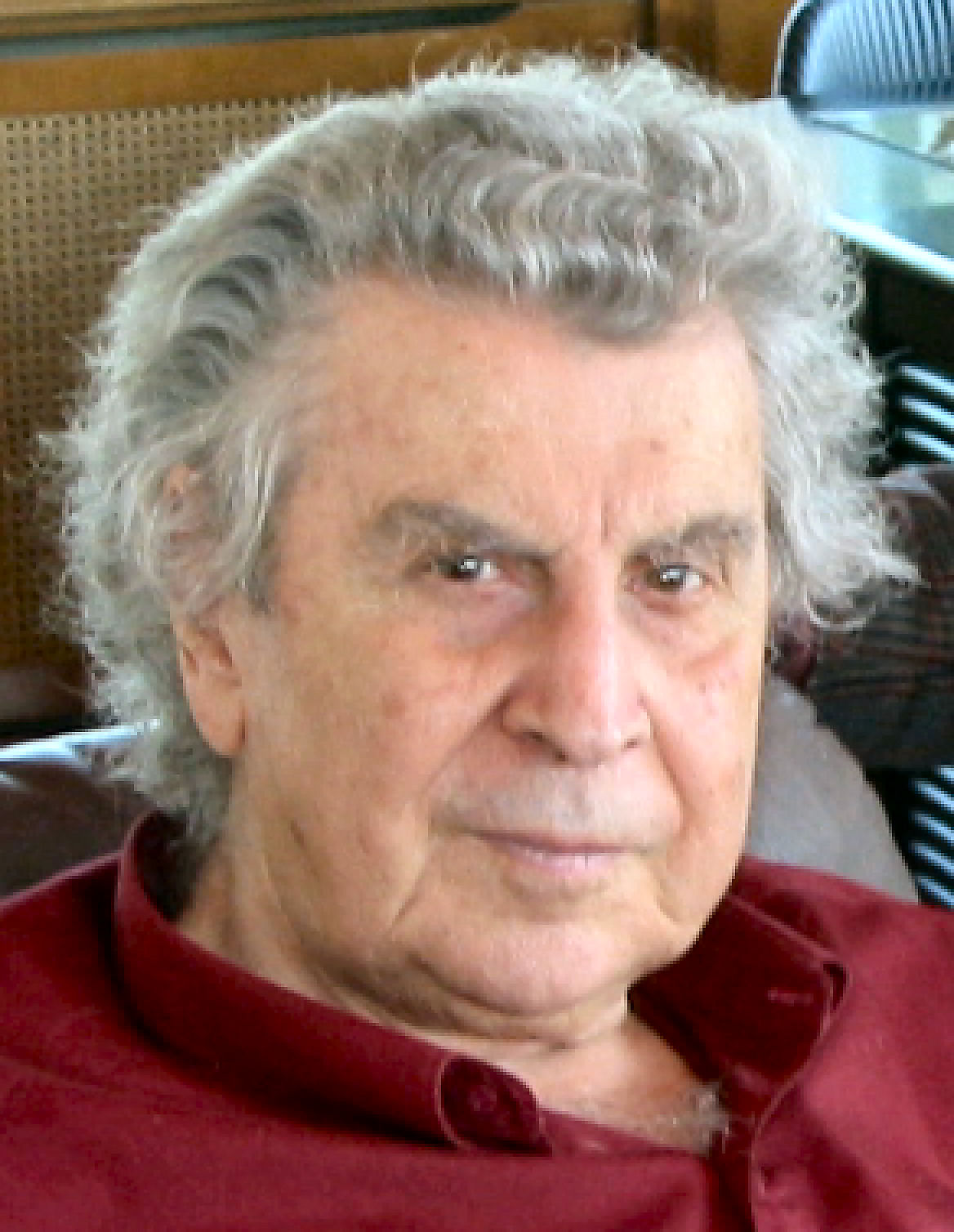
Mikis Theodorakis († 2. září)

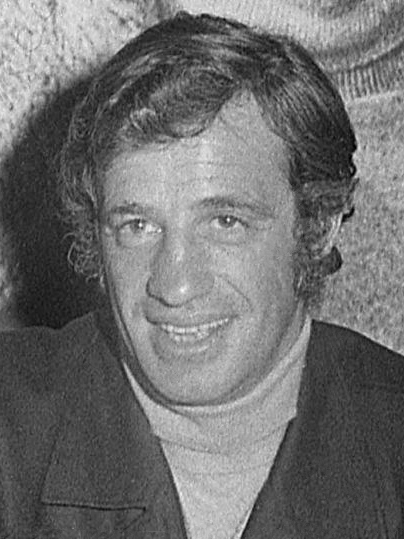
Jean-Paul Belmondo († 6. září)

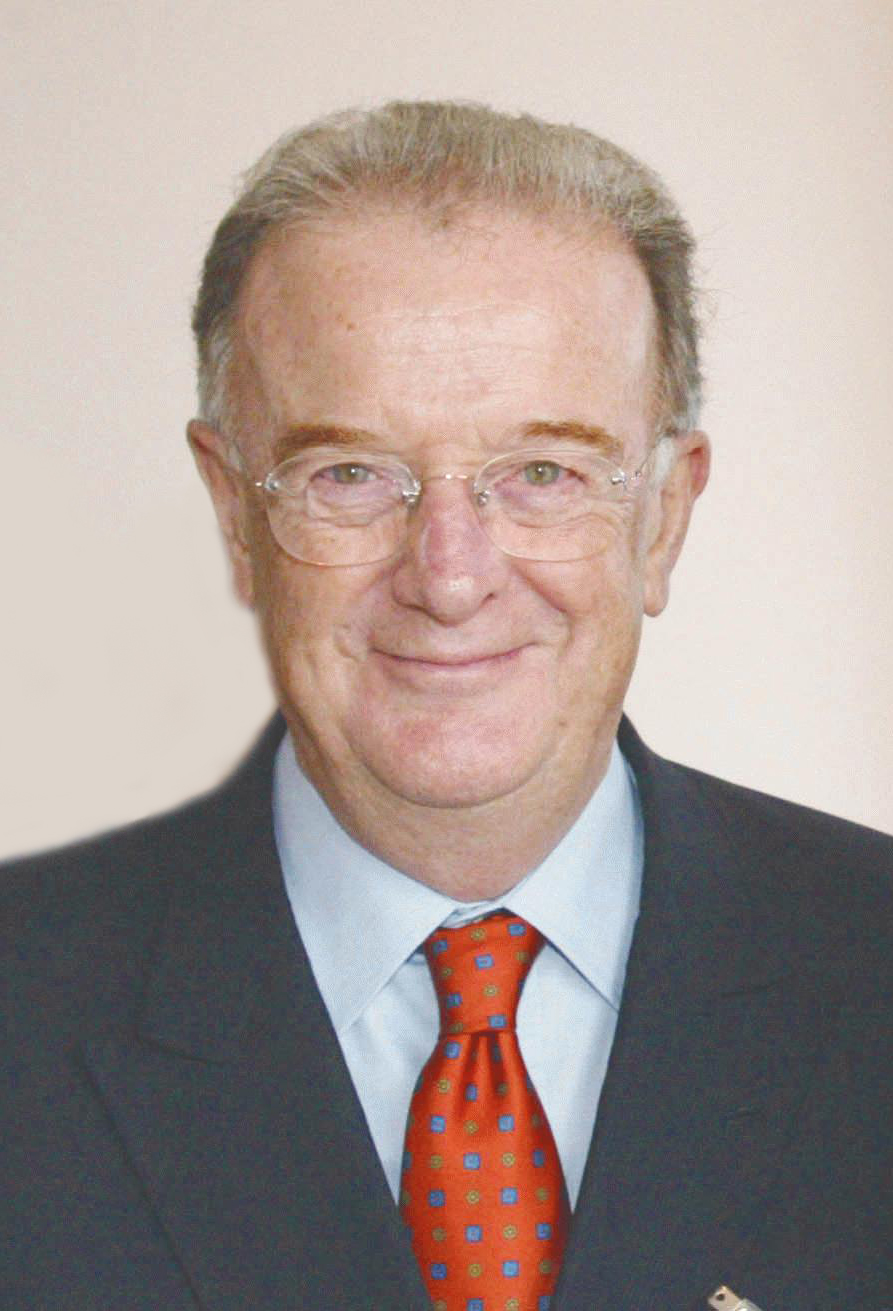
Jorge Sampaio († 10. září)

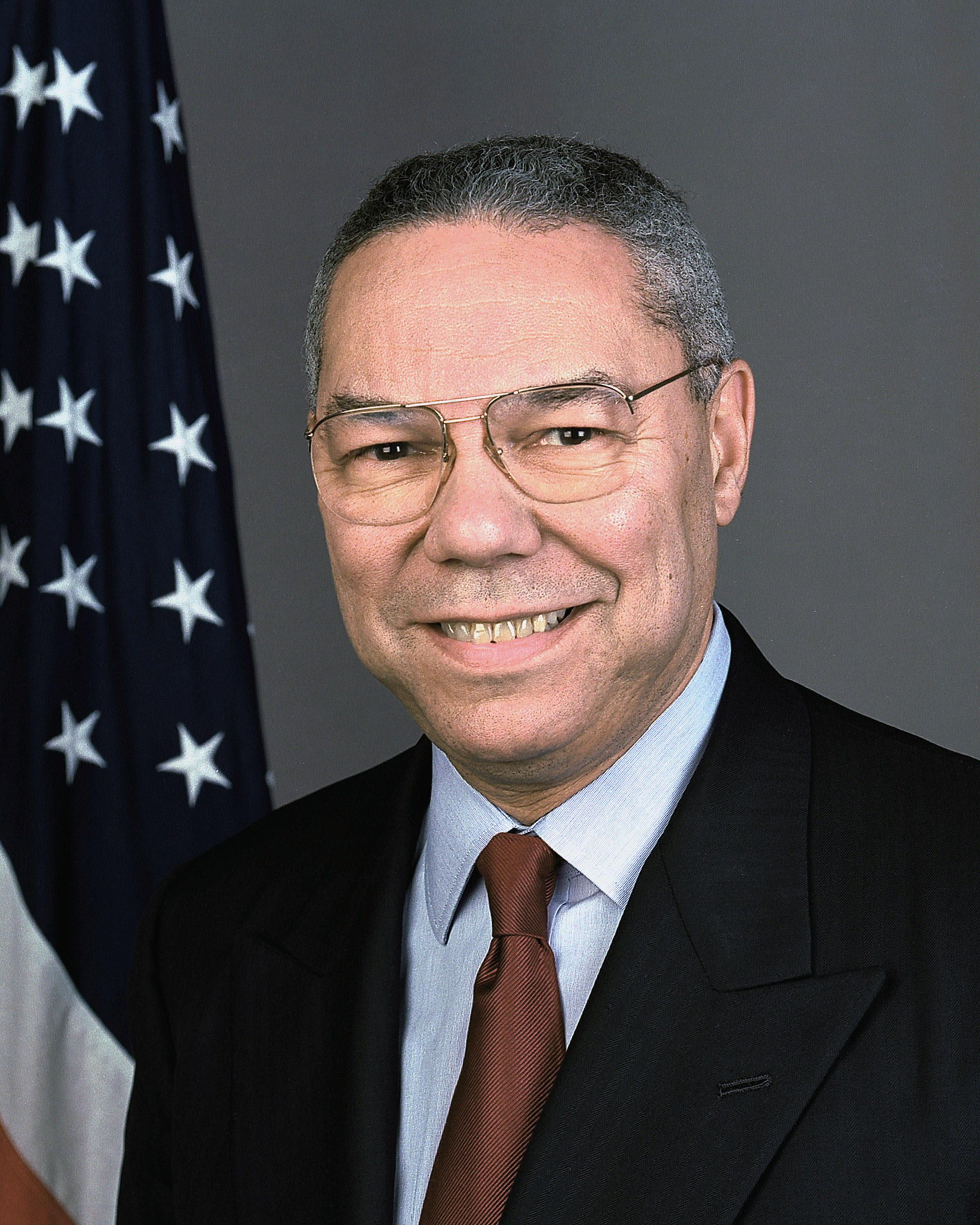
Colin Powell († 18. října)

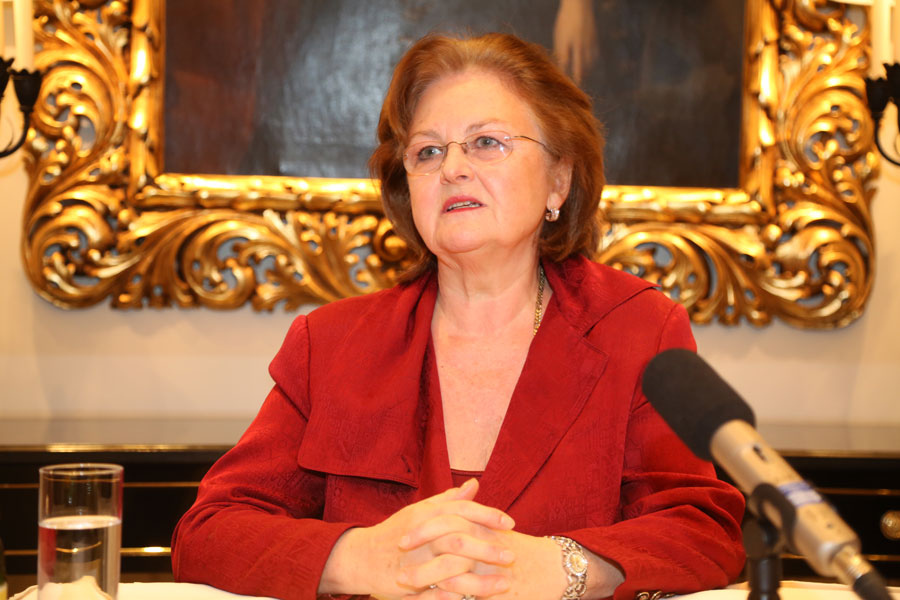
Edita Gruberová († 18. října)

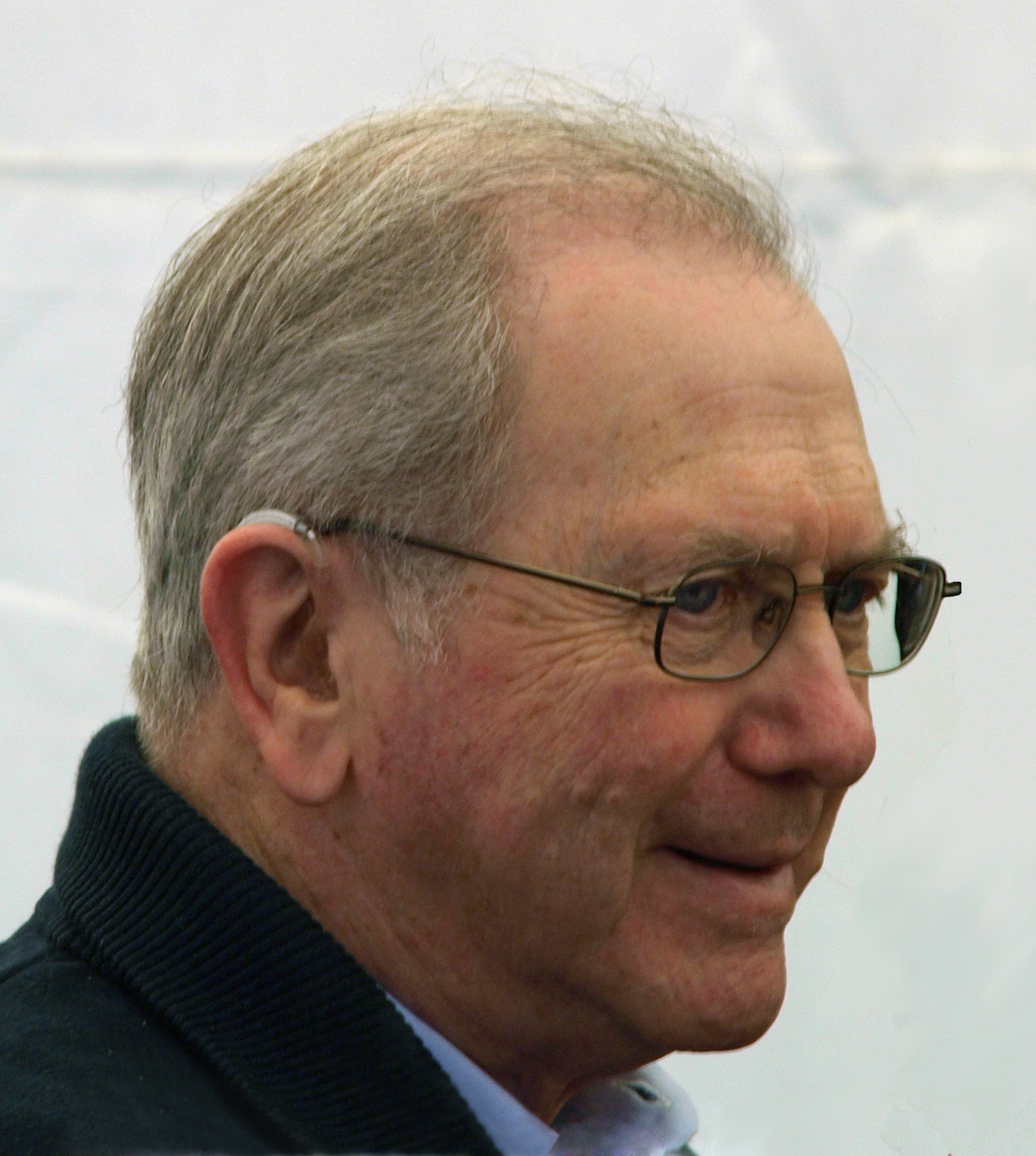
Noah Gordon († 22. listopadu)

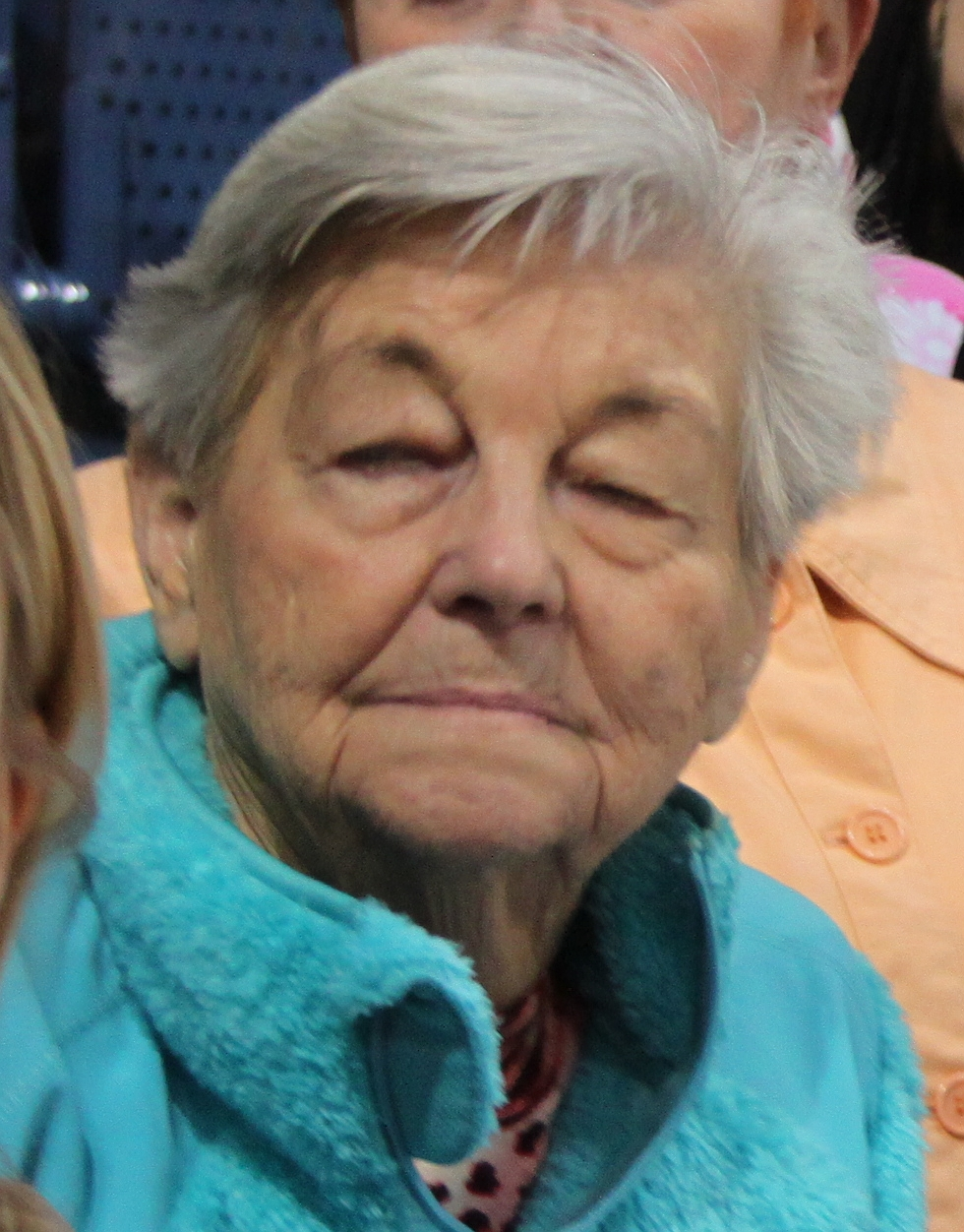
Hilda Múdra († 22. listopadu)

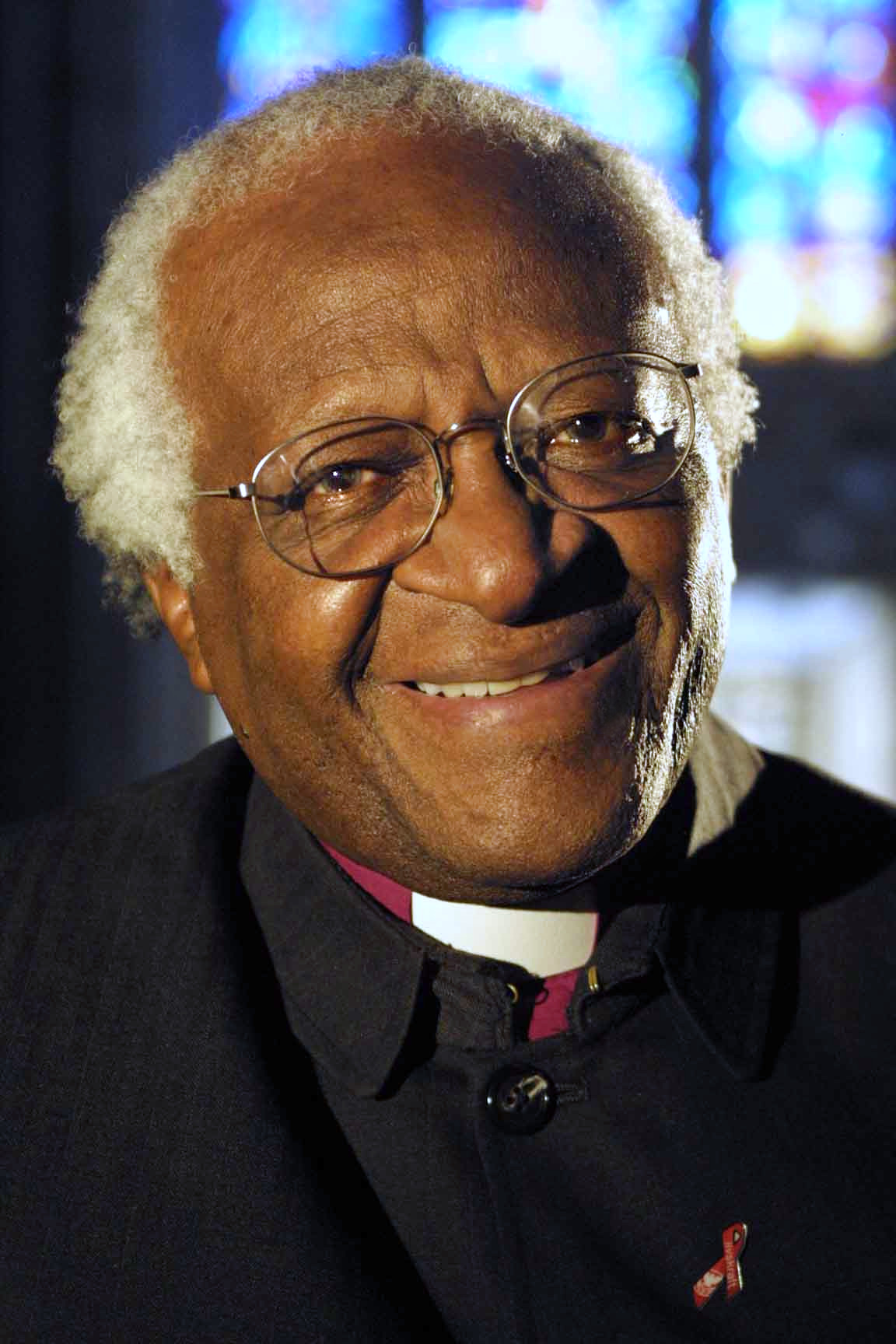
Desmond Tutu († 26. prosince)

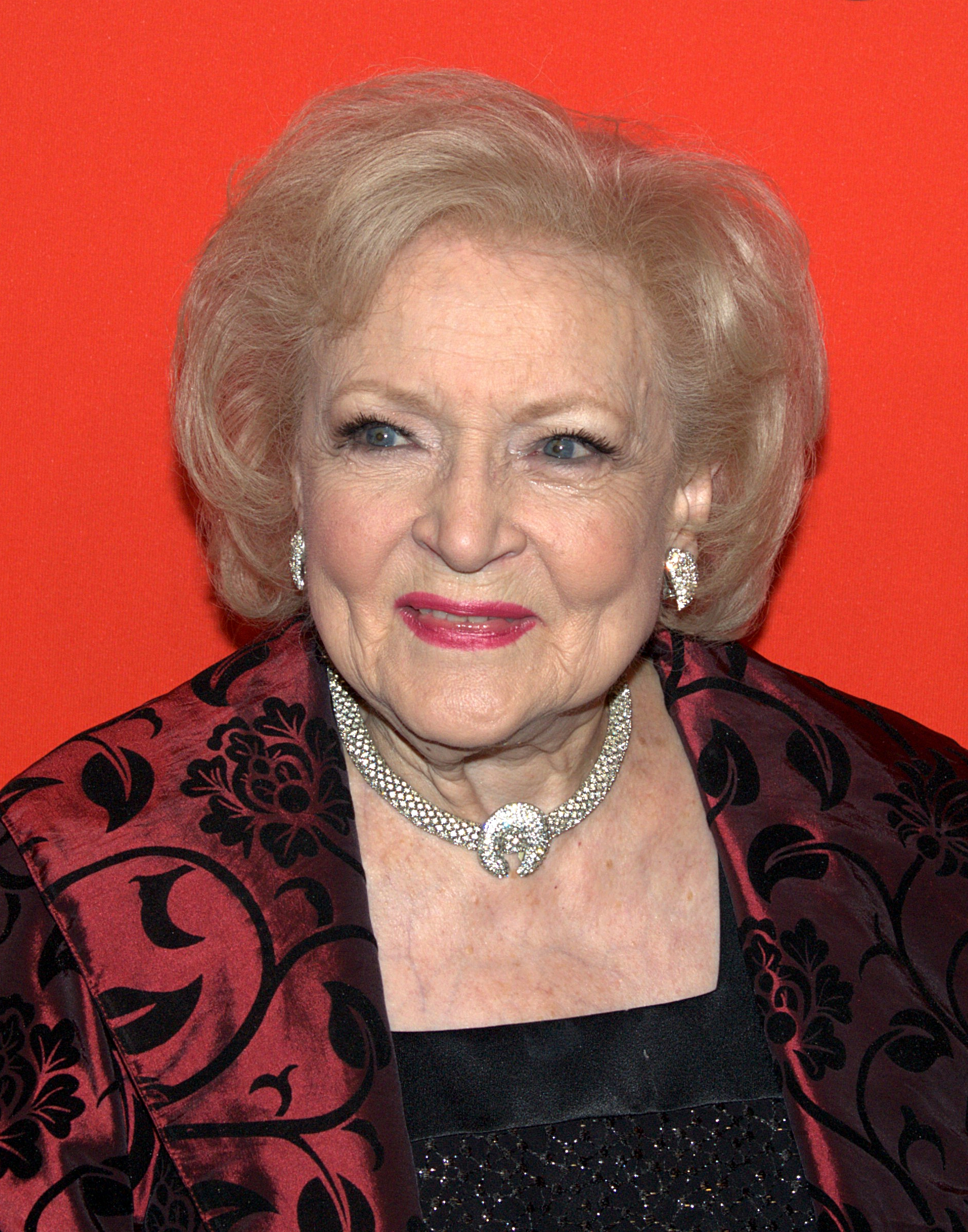
Betty White († 31. prosince)

- 1. ledna – Carlos do Carmo, portugalský zpěvák (* 21. prosince 1939)
- 2. ledna – Brad Cox, americký informatik (* 2. května 1944)
- 4. ledna
  - Tanya Robertsová, americká herečka a modelka (* 15. října 1955)
  - Martinus J. G. Veltman, nizozemský teoretický fyzik, nositel Nobelovy ceny (* 27. června 1931)
- 5. ledna – Colin Bell, anglický fotbalista (* 26. února 1946)
- 9. ledna – Isaak Markovič Chalatnikov, sovětský fyzik (* 17. října 1919)
- 11. ledna
  - Sheldon Adelson, americký podnikatel * 4. srpna 1933)
  - Kathleen Heddleová, kanadská veslařka (* 27. listopadu 1965)
  - Davit Chachaleišvili, gruzínský judista (* 28. února 1971)
  - William Thornton, americký astronaut (* 14. dubna 1929)
- 12. ledna – Mona Malmová, švédská herečka (* 24. ledna 1935)
- 13. ledna
  - Marielle de Sarnez, francouzská politička (* 27. března 1951)
  - Sylvain Sylvain, americký rockový kytarista (* 14. února 1951)
  - Bernd Kannenberg, německý atlet-chodec (* 20. srpna 1942)
- 14. ledna – Jan de Vries, nizozemský motocyklový závodník (* 5. ledna 1944)
- 16. ledna – Phil Spector, americký hudební producent (* 15. října 1955)
- 18. ledna
  - Lubomír Kaválek, československý a americký šachový mistr (* 9. srpna 1943)
  - David Richardson, americký scenárista a producent (* 24. prosince 1955)
  - Dani Shmulevich-Rom, 80 let, izraelský fotbalista (* 29. listopadu 1940)
- 19. ledna – Augustín Bačinský, arcibiskup Starokatolické církve na Slovensku
- 20. ledna – Mira Furlanová, chorvatská herečka (* 7. září 1955)
- 21. ledna – Cecilia Mangini, italská fotografka (* 31. července 1927)
- 22. ledna
  - Luton Shelton, jamajský fotbalista (* 11. listopadu 1985)
  - Hank Aaron, americký baseballista (* 5. února 1934)
- 23. ledna
  - Larry King, americký moderátor a fundraiser (* 19. listopadu 1933)
  - Hal Holbrook, americký herec * 17. února 1925)
  - Lothar Metz, německý zápasník (* 16. ledna 1939)
- 24. ledna – Gunnel Lindblomová, švédská herečka (* 18. prosince 1931)
- 26. ledna
  - Lars Norén, švédský básník a dramatik (* 9. května 1944)
  - Cloris Leachman, americká herečka (* 30. dubna 1926)
  - Jozef Vengloš, slovenský fotbalista, fotbalový funkcionář a trenér (* 18. února 1936)
  - Margitta Gummelová, východoněmecká koulařka (* 29. června 1941)
- 28. ledna
  - Paul J. Crutzen, nizozemský chemik, nositel Nobelovy ceny (* 3. prosince 1933)
  - Cicely Tyson, americká herečka (* 19. prosince 1924)
- 29. ledna
  - Yvon Douis, francouzský fotbalista (* 16. května 1935)
  - Hilton Valentine, anglický kytarista (* 21. května 1943)
- 30. ledna
  - Sophie, skotská zpěvačka (* 17. září 1986)
  - Marc Wilmore, americký televizní scenárista a komik (* 4. května 1963)
- 31. ledna – Andrej Hryc, slovenský herec, diplomat a podnikatel (* 30. listopadu 1949)
- 1. února
  - Robo Kazík, slovenský zpěvák (* 11. května 1947)
  - Ryszard Szurkowski, polský cyklista (* 12. ledna 1946)
- 2. února – Tom Moore, britský veterán z druhé světové války, známý jako „Kapitán Tom“ (* 30. dubna 1920)
- 4. února – Millie Hughesová, americká astronautka (* 21. prosince 1945)
- 5. února
  - Christopher Plummer, kanadský herec (* 13. prosince 1929)
  - Leon Spinks, americký boxer (* 11. července 1953)
- 6. února – George P. Shultz, bývalý ministr zahraničí USA (* 13. prosince 1920)
- 8. února – Jean-Claude Carrière, francouzský scenárista, herec a režisér (* 17. září 1931)
- 9. února – Chick Corea, americký jazzový klavírista (* 12. června 1941)
- 10. února – Larry Flynt, americký vydavatel (* 1. listopadu 1942)
- 11. února – Isadore Singer, americký matematik (* 3. května 1924)
- 13. února – Jurij Vlasov, ruský vzpěrač (* 5. prosince 1935)
- 14. února – Carlos Menem, argentinský politik (* 2. července 1930)
- 15. února – Leopoldo Luque, argentinský fotbalista (* 3. května 1949)
- 17. února – Rush Limbaugh, americký novinář (* 12. ledna 1951)
- 19. února – Đorđe Balašević, srbský rockový písničkář, textař, skladatel a kytarista (* 11. května 1953)
- 20. února – Mauro Bellugi, italský fotbalista (* 7. února 1950)
- 21. února – André Dufraisse, francouzský cyklokrosař (* 30. června 1926)
- 22. února
  - Lawrence Ferlinghetti, americký básník (* 24. března 1919)
  - Raymond Cauchetier, francouzský fotograf (* 10. ledna 1920)
- 25. února – Hannu Mikkola, finský automobilový závodník (* 24. května 1942)
- 26. února – Alexandr Klepikov, sovětský veslař (* 23. května 1950)
- 1. března – Ian St John, skotský fotbalista (* 7. června 1938)
- 2. března
  - Chris Barber, anglický pozounista (* 17. dubna 1930)
  - Bunny Wailer, jamajský hudebník (* 10. dubna 1947)
- 5. března – Anton Urban, slovenský fotbalista (* 16. ledna 1934)
- 9. března
  - James Levine, americký dirigent a klavírista (* 23. června 1943)
  - John Polkinghorne, britský fyzik a teolog (* 16. října 1930)
- 10. března – Lou Ottens, nizozemský vynálezce a inženýr (* 21. července 1926)
- 15. března – Yaphet Kotto, americký herec (* 15. listopadu 1939)
- 16. března – Sabine Schmitz, německá automobilová závodnice (* 14. května 1969)
- 17. března – John Magufuli, tanzanský prezident (* 29. října 1959)
- 20. března – Peter Lorimer, skotský fotbalista (* 14. prosince 1946)
- 23. března – George Segal, americký herec (* 13. února 1934)
- 24. března – Tošihiko Koga, japonský judista (* 21. listopadu 1967)
- 25. března – Bertrand Tavernier, francouzský filmový režisér (* 25. dubna 1941)
- 28. března – Didier Ratsiraka, bývalý madagaskarský prezident (* 4. listopadu 1936)
- 1. dubna
  - Isamu Akasaki, japonský fyzik (* 30. ledna 1929)
  - Hugo Portisch, rakouský novinář (* 19. února 1927)
- 4. dubna – Robert Mundell, kanadský ekonom, nositel Nobelovy ceny (* 24. října 1932)
- 5. dubna – Paul Ritter, britský herec (* 20. prosince 1966)
- 6. dubna – Hans Küng, švýcarský teolog (* (19. března 1928)
- 9. dubna
  - DMX, americký rapper (* 18. prosince 1970)
  - Princ Philip, vévoda z Edinburghu, manžel britské královny (* 10. června 1921)
- 14. dubna – Bernard Madoff, americký investiční bankéř a pachatel největší zpronevěry v dějinách USA (* 29. dubna 1938)
- 16. dubna
  - Helen McCroryová, britská herečka (* (17. srpna 1968)
  - Sergej Novikov, ukrajinský judista (* 15. prosince 1949)
  - Mari Törőcsiková, maďarská herečka (* 23. listopadu 1935)
- 19. dubna
  - Emília Došeková, slovenská herečka (* 14. června 1937)
  - Willy van der Kuijlen, nizozemský fotbalista (* 6. prosince 1946)
  - Walter Mondale, americký politik (* 5. ledna 1928)
  - Viktor Šuvalov, sovětský hokejový útočník (* 15. prosince 1923)
- 20. dubna – Idriss Déby, čadský prezident (* 18. června 1952)
- 24. dubna
  - Christa Ludwig, německá operní pěvkyně (* 16. března 1928)
  - Yves Rénier, francouzský herec (* 29. září 1942)
- 26. dubna – Tamara Pressová, sovětská atletka (* 10. května 1937)
- 28. dubna
  - El Risitas, španělský herec a komik (* 5. dubna 1956)
  - Michael Collins, americký astronaut (* 31. října 1930)
- 1. května – Olympia Dukakis, americká herečka (* 20. června 1931)
- 3. května – Rafael Albrecht, argentinský fotbalista (* 23. srpna 1941)
- 4. května – Nick Kamen, anglický zpěvák, skladatel a hudebník (* 15. dubna 1962)
- 6. května
  - Jicchak Arad, izraelský historik (* 11. listopadu 1926)
  - Humberto Maturana, chilský molekulární biolog (* 14. září 1928)
  - Paul Van Doren, americký podnikatel (* 12. června 1930)
- 7. května
  - Jegor Ligačov, sovětský a ruský politik (* 29. listopadu 1920)
  - Martín Pando, argentinský fotbalista (* 26. prosince 1934)
- 8. května
  - Georgi Dimitrov, bulharský fotbalista (* 14. ledna 1959)
  - Curtis Fuller, americký pozounista a hudební skladatel (* 15. prosince 1934)
  - Helmut Jahn, německý architekt (* 4. ledna 1940)
  - German Lorca, brazilský fotograf (* 28. května 1922)
- 9. května – José Manuel Caballero Bonald, španělský spisovatel a básník (* 11. listopadu 1926)
- 11. května – Norman Lloyd, americký herec, producent a režisér (* 8. listopadu 1914)
- 14. května – Milan Ftáčnik, slovenský politik a vysokoškolský pedagog (* 30. října 1956)
- 18. května – Franco Battiato, italský zpěvák, skladatel, muzikant, režisér a malíř (* 23. března 1945)
- 19. května – Lee Evans, americký atlet (* 25. února 1947)
- 23. května – Max Mosley, britský automobilový závodník a prezident FIA (* 13. dubna 1940)
- 25. května – John Warner, americký právník a republikánský politik (* 18. února 1927)
- 26. května – Tarcisio Burgnich, italský fotbalový obránce (* 25. dubna 1939)
- 27. května – Poul Schlüter, dánský politik (* 3. dubna 1929)
- 1. června – Amadeus III. Savojský, italský šlechtic a podnikatel (* 27. září 1943)
- 4. června
  - Richard R. Ernst, švýcarský fyzikální chemik, nositel Nobelovy ceny (* 14. srpna 1933)
  - Friederike Mayröckerová, rakouská básnířka a spisovatelka (* 20. prosince 1924)
- 6. června – Eiči Negiši, japonský chemik, nositel Nobelovy ceny (* 14. července 1935)
- 15. června – Vladimir Šatalov, sovětský vojenský letec a kosmonaut (* 8. prosince 1927)
- 17. června – Kenneth Kaunda, první prezident Zambie (* 28. dubna 1924)
- 23. června – John McAfee, britsko-americký počítačový expert a podnikatel (* 18. září 1945)
- 24. června – Noynoy Aquino, filipínský politik a exprezident (* 8. února 1960)
- 29. června
  - John Lawton, anglický rockový a bluesový zpěvák (* 11. července 1946)
  - Donald Rumsfeld, americký politik a obchodník (* 9. července 1932)
- 5. července
  - Raffaella Carrà, italská zpěvačka, tanečnice, televizní moderátorka a herečka (* 18. června 1943)
  - Richard Donner, americký režisér a producent (* 24. dubna 1930)
  - Matiss Kivlenieks, lotyšský hokejový brankář (* 26. srpna 1996)
  - Vladimir Meňšov, ruský herec a režisér (* 17. září 1939)
- 6. července – Dživan Gasparjan, arménský skladatel a hudebník hrající na duduk (* 12. října 1928)
- 7. července
  - Jovenel Moïse, obchodník a podnikatel v zemědělství, 45. prezident Haiti (* 26. června 1968)
  - Carlos Reutemann, argentinský automobilový závodník, pilot Formule 1 (* 12. dubna 1942)
- 9. července – Paul Mariner, anglický fotbalista (* 22. května 1953)
- 13. července – Shirley Fryová, americká tenistka (* 30. června 1927)
- 14. července – Christian Boltanski, francouzský sochař a fotograf (* 6. září 1944)
- 15. července – Peter de Vries, nizozemský investigativní novinář (* 14. listopadu 1956)
- 18. července
  - Milan Lasica, slovenský humorista, dramatik, prozaik, textař, herec, režisér, moderátor a zpěvák (* 3. února 1940)
  - Nenad Stekić, srbský atlet – dálkař (* 7. března 1951)
- 23. července – Steven Weinberg, americký fyzik, nositel Nobelovy ceny (* 3. května 1933)
- 26. července – Joey Jordison, americký bubeník, člen skupiny Slipknot (* 26. dubna 1975)
- 28. července – Dusty Hill, americký baskytarista, klávesista a zpěvák (* 19. května 1949)
- 9. srpna – Sergej Adamovič Kovaljov, ruský politik, aktivista v oblasti lidských práv, disident a politických vězeň (* (2. března 1930)
- 10. srpna – Tony Esposito, kanadsko-americký hokejista (* 23. dubna 1943)
- 13. srpna – Carolyn S. Shoemaker, americká astronomka (* (24. června 1929)
- 15. srpna
  - Alena Hatvani, česká kulturistka (* 18. června 1975)
  - Gerd Müller, německý fotbalista (* 3. listopadu 1945)
- 21. srpna
  - Don Everly, americký zpěvák, člen dua The Everly Brothers (* 1. února 1937)
  - Marie, kněžna lichtenštejnská (* 14. dubna 1940)
- 22. srpna – Rod Gilbert, kanadský hokejista (* 1. července 1941)
- 23. srpna – Jean-Luc Nancy, francouzský filosof (* 26. července 1940)
- 24. srpna
  - Hissène Habré, čadský politik a exprezident (* 13. srpna 1942)
  - Charlie Watts, britský bubeník, člen kapely The Rolling Stones (* 2. června 1941)
  - Wilfried Van Moer, belgický fotbalista (* 1. března 1945)
- 29. srpna
  - Ed Asner, americký herec (* 15. listopadu 1929)
  - Ron Bushy, americký rockový bubeník, člen Iron Butterfly (* 23. září 1945)
  - Edmond H. Fischer, švýcarsko-americký biochemik, nositel Nobelovy ceny (* 6. dubna 1920)
  - Lee Perry, jamajský zpěvák a hudební producent (* 20. března 1936)
  - Jacques Rogge, belgický ortoped, v letech 2001–2013 předseda Mezinárodního olympijského výboru (* 2. května 1942)
- 31. srpna – Francesco Morini, italský fotbalista (* 12. srpna 1944)
- 2. září – Mikis Theodorakis, řecký hudební skladatel (* 29. července 1925)
- 5. září – Ivan Patzaichin, rumunský rychlostní kanoista (* 26. listopadu 1949)
- 6. září
  - Jean-Paul Belmondo, francouzský herec (* 9. dubna 1933)
  - Michael K. Williams, americký herec (* 22. listopadu 1966)
- 8. září – Dietmar Lorenz, německý judista (* 23. září 1950)
- 9. září – Danilo Popivoda, slovinský fotbalista (* 1. května 1947)
- 10. září – Jorge Sampaio, politik, právník a prezident Portugalska (* 18. září 1939)
- 11. září – Abimael Guzmán, peruánský politik, zakladatel Světlé stezky (* 4. prosince 1934)
- 13. září
  - Antony Hewish, britský radioastronom, nositel Nobelovy ceny (* 11. května 1924)
  - George Wein, americký koncertní promotér a klavírista (* 3. října 1925)
- 14. září
  - Norm Macdonald, kanadský herec a komik (* 17. října 1959)
  - Jurij Sedych, sovětský kladivář (* 11. června 1955)
- 16. září
  - Jiří Mráz, česko-americký jazzový kontrabasista (* 9. září 1944)
  - Clive Sinclair, britský inovátor a podnikatel (* 30. července 1940)
- 17. září – Abdelazíz Buteflika, alžírský politik a bývalý prezident (* 2. března 1937)
- 18. září
  - Mario Camus, španělský filmový režisér, scenárista, spisovatel a herec (* 20. dubna 1935)
  - Anna Chromy, česká malířka a sochařka (* 18. července 1940)
- 19. září – Jimmy Greaves, anglický fotbalista (* 20. února 1940)
- 21. září – Romano Fogli, italský fotbalista (* 21. ledna 1938)
- 22. září
  - Colin Jones, anglický fotograf (* 8. srpna 1936)
  - Jüri Tamm, estonský atlet-kladivář (* 5. února 1957)
- 26. září – Alan Lancaster, anglický baskytarista (* 7. února 1949)
- 27. září – Roger Hunt, anglický fotbalista (* 20. červenec 1938)
- 28. září
  - Eberhard Jüngel, německý teolog (* 5. prosince 1934)
  - Barry Ryan, anglický zpěvák a fotograf (* 24. října 1948)
  - Lonnie Smith, americký jazzový varhaník (* 3. července 1942)
- 3. října
  - Bernard Tapie, francouzský podnikatel (* 26. ledna 1943)
  - Lars Vilks, švédský kreslíř (* 20. června 1946)
- 9. října
  - Jost Hermand, německý literární teoretik (* 11. dubna 1930)
  - Abú al-Hasan Baní Sadr, íránský politik (* 22. března 1933)
- 10. října
  - Evelyn Richter, německá fotografka (* 31. ledna 1930)
  - Abdul Kádir Chán, pákistánský jaderný vědec (* 1. dubna 1936)
- 12. října – Paddy Moloney, irský hudebník (* 1. srpna 1938)
- 13. října – Viktor Brjuchanov, uzbecký architekt a inženýr (* 1. prosince 1935)
- 18. října
  - Colin Powell, americký ministr zahraničních věcí a generál (* 5. dubna 1937)
  - János Kornai, maďarský reformní ekonom, kritik plánovaného hospodářství (* 21. ledna 1928)
  - Edita Gruberová, slovenská sopranistka (* 23. prosince 1946)
  - Franco Cerri, italský hudebník (* 29. ledna 1926)
- 19. října – Hanuš Domanský slovenský hudební skladatel (* 1. března 1944)
- 20. října – Mihaly Csikszentmihalyi, americko-maďarský psycholog (* 29. září 1934)
- 21. října – Bernard Haitink, nizozemský dirigent (* 4. března 1929)
- 23. října – Alexandr Rogožkin, ruský režisér a scenárista (* 3. října 1949)
- 25. října
  - Leopold Pospíšil, česko-americký právník a právní antropolog (* 26. dubna 1923)
  - Aleksandar Šalamanov, bulharský fotbalista (* 4. září 1941)
- 26. října – No Tche-u, jihokorejský voják a politik (* 4. prosince 1932)
- 1. listopadu
  - Aaron T. Beck, americký psychiatr (* 18. července 1921)
  - Emmett Chapman, americký kytarista (* 28. září 1936)
  - Pat Martino, americký kytarista (25. srpna 1944)
- 2. listopadu
  - Sabáh Fachrí, syrský zpěvák (* 25. srpna 1944)
  - Viktor Puťatin, ruský šermíř (* 2. května 1933)
- 6. listopadu – Pavol Molnár, slovenský fotbalista (* 13. února 1936)
- 8. listopadu – Miroslav Cipár, slovenský malíř, grafik, ilustrátor a sochař (* 8. ledna 1935)
- 10. listopadu – Miroslav Žbirka, slovenský hudební skladatel a zpěvák (* 21. října 1952)
- 11. listopadu – Frederik Willem de Klerk, jihoafrický prezident, nositel Nobelovy ceny (* 18. března 1936)
- 12. listopadu – Ron Flowers, anglický fotbalista (* 28. července 1934)
- 13. listopadu – Wilbur Smith, jihoafrický spisovatel (* 9. ledna 1933)
- 18. listopadu – Mick Rock, anglický fotograf (* 22. listopadu 1948)
- 21. listopadu – Ján Letz, slovenský filosof a profesor (* 23. ledna 1936)
- 22. listopadu
  - Noah Gordon, americký spisovatel (* 11. listopadu 1926)
  - Hilda Múdra, slovenská trenérka krasobruslení (* 1. ledna 1926)
- 23. listopadu – Čon Du-hwan, jihokorejský prezident (* 18. ledna 1931)
- 27. listopadu
  - Apetor, norský otužilec a youtuber (* 22. listopadu 1964)
  - Matti Keinonen, finský hokejista (* 11. listopadu 1941)
- 28. listopadu – Frank Williams, anglický podnikatel (* 16. dubna 1942)
- 29. listopadu – C.J. Hunter, americký koulař (* 14. prosince 1968)
- 30. listopadu
  - Lev Bukovský, slovenský matematik (* 9. září 1939)
  - Erwin Wilczek, polský fotbalista (* 20. listopadu 1940)
- 2. prosince – Darlene Hardová, americká tenistka (* 6. ledna 1936)
- 3. prosince – Horst Eckel, německý fotbalista (* 8. února 1932)
- 5. prosince
  - Bob Dole, americký politik (* 22. července 1923)
  - Jacques Tits, francouzský matematik (* 12. srpna 1930)
- 6. prosince
  - János Kóbor, maďarský zpěvák (* 17. května 1943)
  - Kåre Willoch, norský politik (* 3. října 1928)
- 8. prosince
  - Barry Harris, americký jazzový klavírista (* 15. prosince 1929)
  - Jacques Zimako, francouzský fotbalista (* 28. prosince 1951)
- 10. prosince – Michael Nesmith, americký kytarista a zpěvák (* 30. prosince 1942)
- 11. prosince
  - Anne Riceová, americká spisovatelka (* 4. října 1941)
  - Manuel Santana, španělský tenista (* 10. května 1938)
- 16. prosince – Yves Dreyfus, francouzský sportovní šermíř (* 17. května 1931)
- 18. prosince – Richard Rogers, britský architekt (* 23. července 1933)
- 23. prosince – Joan Didionová, americká spisovatelka a žurnalistka (* 5. prosince 1934)
- 25. prosince – Jean-Marc Vallée, kanadský filmový režisér, scenárista a producent (* 9. března 1963)
- 26. prosince
  - Karolos Papulias, řecký politik (* 4. června 1929)
  - Desmond Tutu, jihoafrický anglikánský arcibiskup, nositel Nobelovy ceny (* 7. října 1931)
  - Edward Osborne Wilson, americký přírodovědec, biolog a entomolog (* 10. června 1929)
  - Sarah Weddington, americká advokátka, profesorka práv a politička (* 5. února 1945)
- 28. prosince
  - Michael Richard Clifford, americký vojenský pilot a astronaut (* 13. října 1952)
  - John Madden, americký trenér a hráč amerického fotbalu (* 10. dubna 1936)
- 31. prosince – Betty Whiteová, americká herečka (* 17. ledna 1922)

## Fikce
Zde jsou uvedena některá díla, jejichž děj se odehrává (zcela nebo částečně) v roce 2021:

### Počítačové hry a videohry
- D/Generation
- Shadowrun
- Trauma Center: Under the Knife 2 (2008)

### Filmy
- Moon Zero Two (1969)
- Johnny Mnemonic (1995)
- Transformers: Recyklace (2007)

### Televize
- Kovboj Bebop (1999–2000)
- Sealab 2021 (2000–2005)

## Výročí

### Výročí událostí
- 15. ledna – Založena internetová encyklopedie Wikipedie (20 let)
- 18. ledna – V Zrcadlovém sále na francouzském zámku ve Versailles byl pruský král Vilém I. prohlášen německým císařem. Došlo ke sjednocení Německa a vyhlášení Německého císařství. (150 let)
- 18. března – podpisem smlouvy v Rize skončila Rusko-polská válka (prozatímní mírová smlouva uzavřena již 12. října 1920) (100 let)
- 26. března – Královna Viktorie otevřela v Londýně Royal Albert Hall. (150 let)
- 3. května – Vyšlo první číslo časopisu Vesmír (150 let)
- 22. května – Založena Československá obec legionářská (100 let)
- 11. června – založen Spolek Vltavan (150 let)
- 21. června – poprava 27 vůdců stavovského povstání na Staroměstském náměstí v Praze – tzv. Staroměstská exekuce (400 let)
- 11. července – Mongolsko vyhlásilo nezávislost (100 let)
- 14. – 15. srpna – v Kyjově se konal 1. ročník národopisné slavnosti Slovácký rok (100 let)
- 15. září – Na Tetíně byla vikinskými bojovníky Tunnou a Gommonem, najatými Drahomírou, zavražděna kněžna Ludmila. (1100 let)
- 19. září – V Praze byl dán do provozu první Vinohradský železniční tunel (150 let)
- 5. listopadu – Divadlo Na Fidlovačce zahájilo činnost (100 let)
- 6. prosince – Irsko vyhlásilo nezávislost (100 let)
- 14. prosince – V Praze byl zahájen provoz Nádraží císaře Františka Josefa (150 let)
- Novinář a spisovatel Václav Vlček začal vydávat kulturní, vědecký a politický měsíčník Osvěta (150 let)
- vznikla značka Gucci (100 let)
- 26. prosince – Rozpad Sovětského svazu (30 let)

### Výročí narození
- 21. února – Zdeněk Miler, režisér a výtvarník animovaných filmů (100 let)
- 9. dubna – Charles Baudelaire, francouzský básník (200 let)
- 21. května – Albrecht Dürer, německý malíř (550 let)
- 10. června – Princ Philip, vévoda z Edinburghu, manžel britské královny Alžběty II (100 let)
- 6. července – Nancy Reaganová, manželka prezidenta Spojených států amerických Ronalda Reagana (100 let)
- 8. července – Felix Holzmann, komik (100 let)
- 15. srpna – Walter Scott, skotský spisovatel (250 let)
- 15. září – Oldřich Velen, herec (100 let)
- 23. září – František Kupka, malíř (150 let)
- 27. září – Václav II., český král (750 let)
- 29. září – Caravaggio, italský malíř (450 let)
- 31. října – Karel Havlíček Borovský, spisovatel, novinář a politik (200 let)
- 11. listopadu – Fjodor Michajlovič Dostojevskij, ruský spisovatel (200 let)
- 27. listopadu – Alexander Dubček, československý a slovenský politik (100 let)
- 3. prosince – Bohuslav Balbín, literát a kněz (300 let)
- 12. prosince – Gustave Flaubert, francouzský spisovatel (200 let)
- 18. prosince – Jan Kotěra, architekt (150 let)
- 27. prosince – Johannes Kepler, německý astronom (450 let)

## Hlavy států
V tomto seznamu jsou uvedeni pouze představitelé významnějších států.
- Belgie – král Filip Belgický (od 2013)
- Brazílie – prezident Jair Bolsonaro (2019–2022)
- Čína – prezident Si Ťin-pching (od 2013)
- Česko – prezident Miloš Zeman (2013–2023)
- Dánsko – královna Markéta II. (1972–2024)
- Egypt – prezident Abd al-Fattáh as-Sísí (od 2014)
- Francie – prezident Emmanuel Macron (od 2017)
- Indie – prezident Rám Náth Kóvind (2017–2022)
- Itálie – prezident Sergio Mattarella (od 2015)
- Izrael
  - prezident Re'uven Rivlin (2014–2021)
  - prezident Jicchak Herzog (od 2021)
- Japonsko – císař Naruhito (od 2019)
- Jihoafrická republika – prezident Cyril Ramaphosa (od 2018)
- Kanada
  - generální guvernérka Julie Payetteová (2017–2021)
  - generální guvernérka Mary Simonová (od 2021)
- Maďarsko – prezident János Áder (2012–2022)
- Mexiko – prezident Andrés Manuel López Obrador (2018–2024)
- Německo – prezident Frank-Walter Steinmeier (od 2017)
- Nizozemsko – král Vilém-Alexandr (od 2013)
- Polsko – prezident Andrzej Duda (2015–2025)
- Rakousko – prezident Alexander Van der Bellen (od 2017)
- Rusko – prezident Vladimir Putin (od 2012)
- Slovensko – prezidentka Zuzana Čaputová (2019–2024)
- Spojené království – královna Alžběta II. (1952–2022)
- Spojené státy americké
  - prezident Donald Trump (2017–2021)
  - prezident Joe Biden (2021–2025)
- Španělsko – král Filip VI. (od 2014)
- Turecko – prezident Recep Tayyip Erdoğan (od 2014)
- Ukrajina – prezident Volodymyr Zelenskyj (od 2019)
- Vatikán – papež a suverén Vatikánu František (2013–2025)